# ノースカロライナ州

ノースカロライナ州
State of North Carolina

州の愛称: ターヒール州
Tar Heel State

ノースカロライナ州（ノースカロライナしゅう、英: State of North Carolina）は、アメリカ合衆国の南東部に位置する州。2020年国勢調査による人口は10,439,388人だった。合衆国50州の中で陸地面積では全米第28位、人口では全米第9位である。州都はローリー市で、最大都市はシャーロット市である。
州の北はバージニア州に、西はテネシー州に、南はジョージア州とサウスカロライナ州にそれぞれ接している。州の東側は大西洋に面している。州内には、100の郡がある。元はタバコと家具の生産地として知られたが、過去50年間でバイオテクノロジーや金融分野など多様な経済に転換してきた。
州域の標高は大西洋岸の海面から、アメリカ合衆国東部では最高地点である標高6,684フィート (2,037m) まで変化が激しい。海岸平原の気候は大西洋に強く影響されている。州の大半は温暖湿潤気候帯に入っている。西部の海岸から300マイル (480km) 以上入った山岳地では温帯山岳気候になる。
| 家庭で話される言語（ノースカロライナ州） 2010 | 家庭で話される言語（ノースカロライナ州） 2010 | 家庭で話される言語（ノースカロライナ州） 2010 | 家庭で話される言語（ノースカロライナ州） 2010 | 家庭で話される言語（ノースカロライナ州） 2010 |
| --------------------------------------------- | --------------------------------------------- | --------------------------------------------- | --------------------------------------------- | --------------------------------------------- |
|                                               |                                               |                                               |                                               |                                               |
| 英語                                          | 英語                                          |                                               | 89.66%                                        | 89.66%                                        |
| スペイン語                                    | スペイン語                                    |                                               | 6.93%                                         | 6.93%                                         |

| 人種構成（ノースカロライナ州） 2010 | 人種構成（ノースカロライナ州） 2010 | 人種構成（ノースカロライナ州） 2010 | 人種構成（ノースカロライナ州） 2010 | 人種構成（ノースカロライナ州） 2010 |
| ----------------------------------- | ----------------------------------- | ----------------------------------- | ----------------------------------- | ----------------------------------- |
|                                     |                                     |                                     |                                     |                                     |
| 白人                                | 白人                                |                                     | 65.3%                               | 65.3%                               |
| 黒人                                | 黒人                                |                                     | 21.5%                               | 21.5%                               |
| ヒスパニック                        | ヒスパニック                        |                                     | 8.4%                                | 8.4%                                |
| アジア系                            | アジア系                            |                                     | 2.2%                                | 2.2%                                |
| インディアン                        | インディアン                        |                                     | 1.3%                                | 1.3%                                |
| 混血                                | 混血                                |                                     | 2.2%                                | 2.2%                                |

## 歴史
主要記事：ノースカロライナ州の歴史

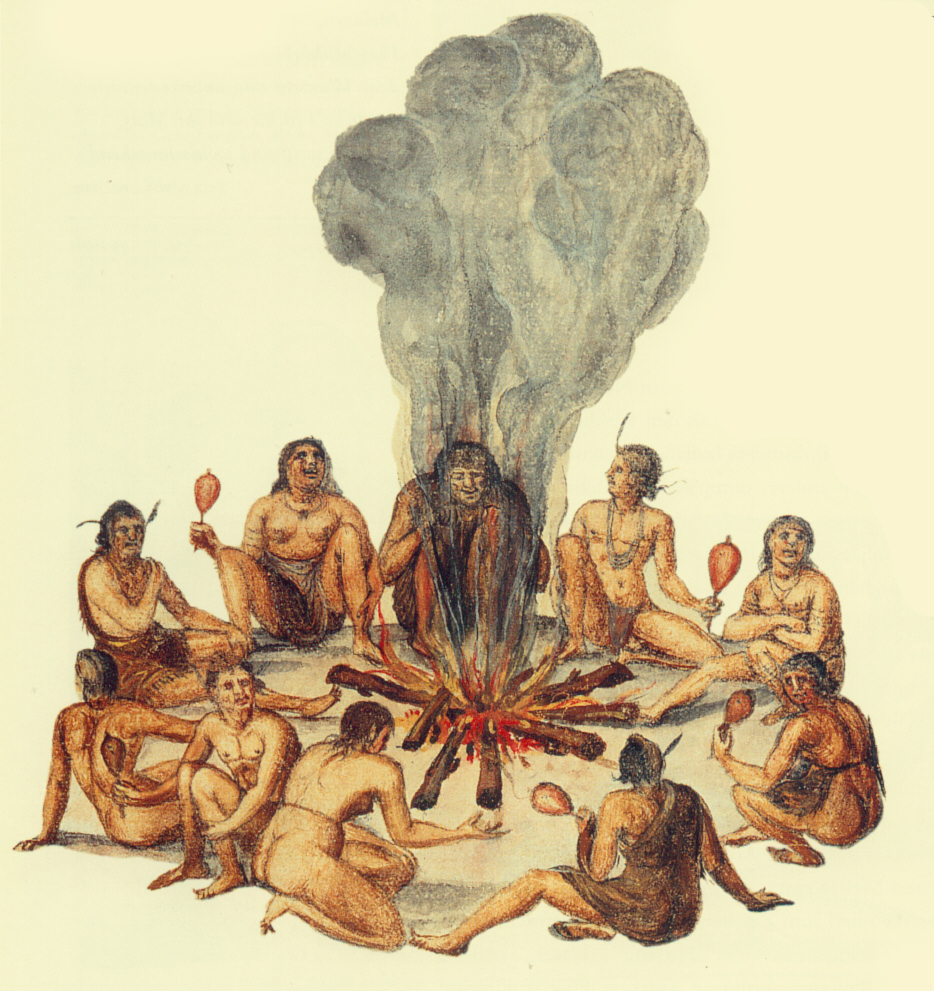
セコタン族戦士の儀式、1585年にイギリス人開拓者ジョン・ホワイトが描いた水彩画。

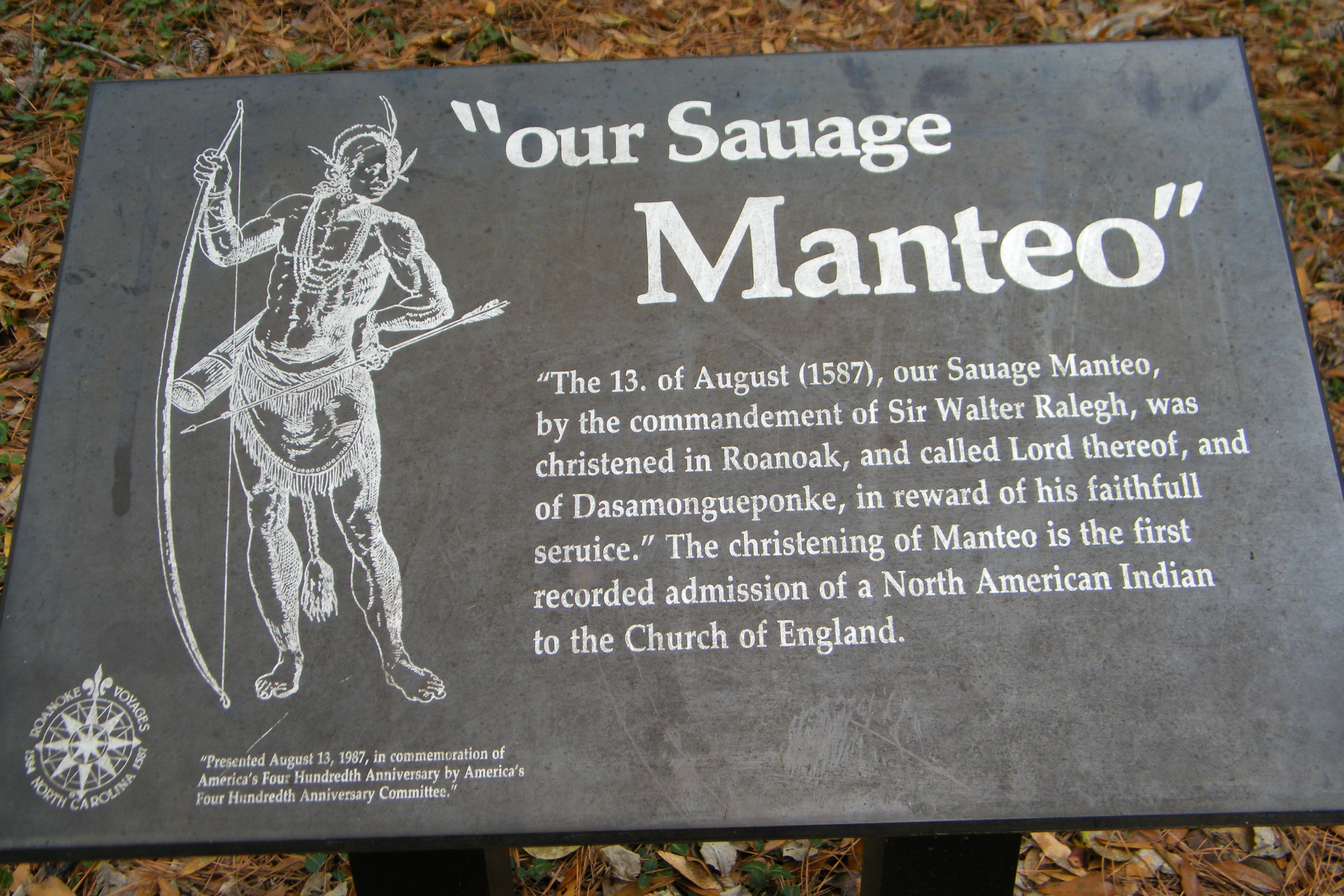
ロアノーク植民地でキリスト教に改宗した最初のインディアン、マニオーを記念する銘板。

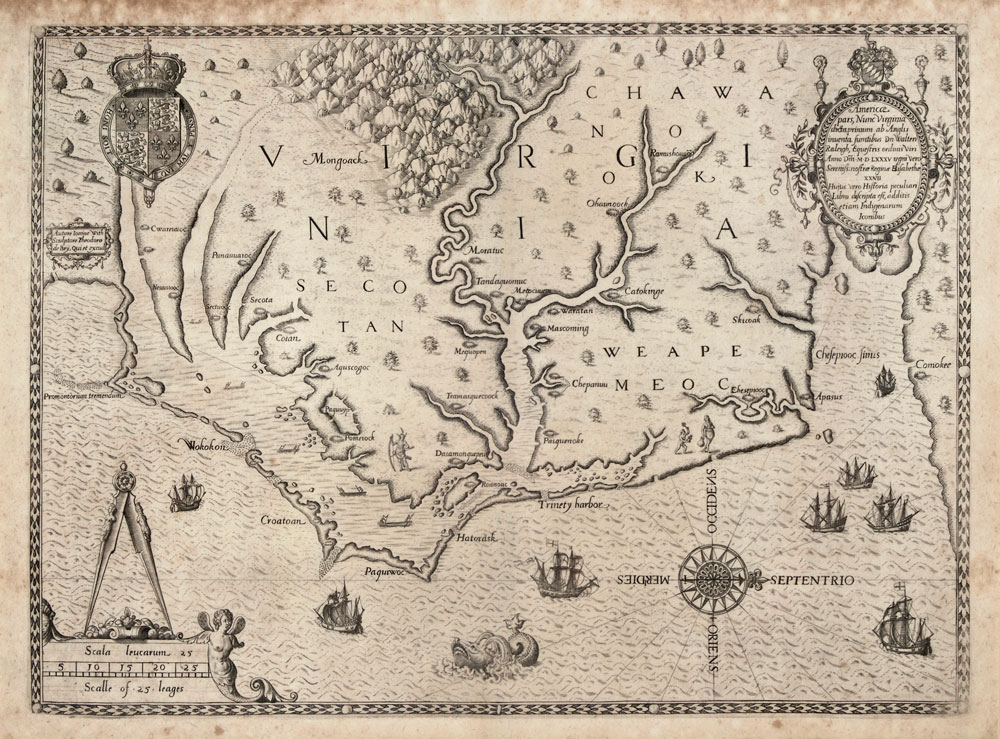
1585年から1586年にセオドア・ド・ブライが書いたバージニアとノースカロライナ海岸の地図、ロアノーク植民地のジョン・ホワイトが作成した地図に基づいている。右が北。

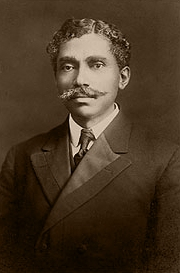
M・T・ポープ博士、ローリーの著名市民、1900年撮影。

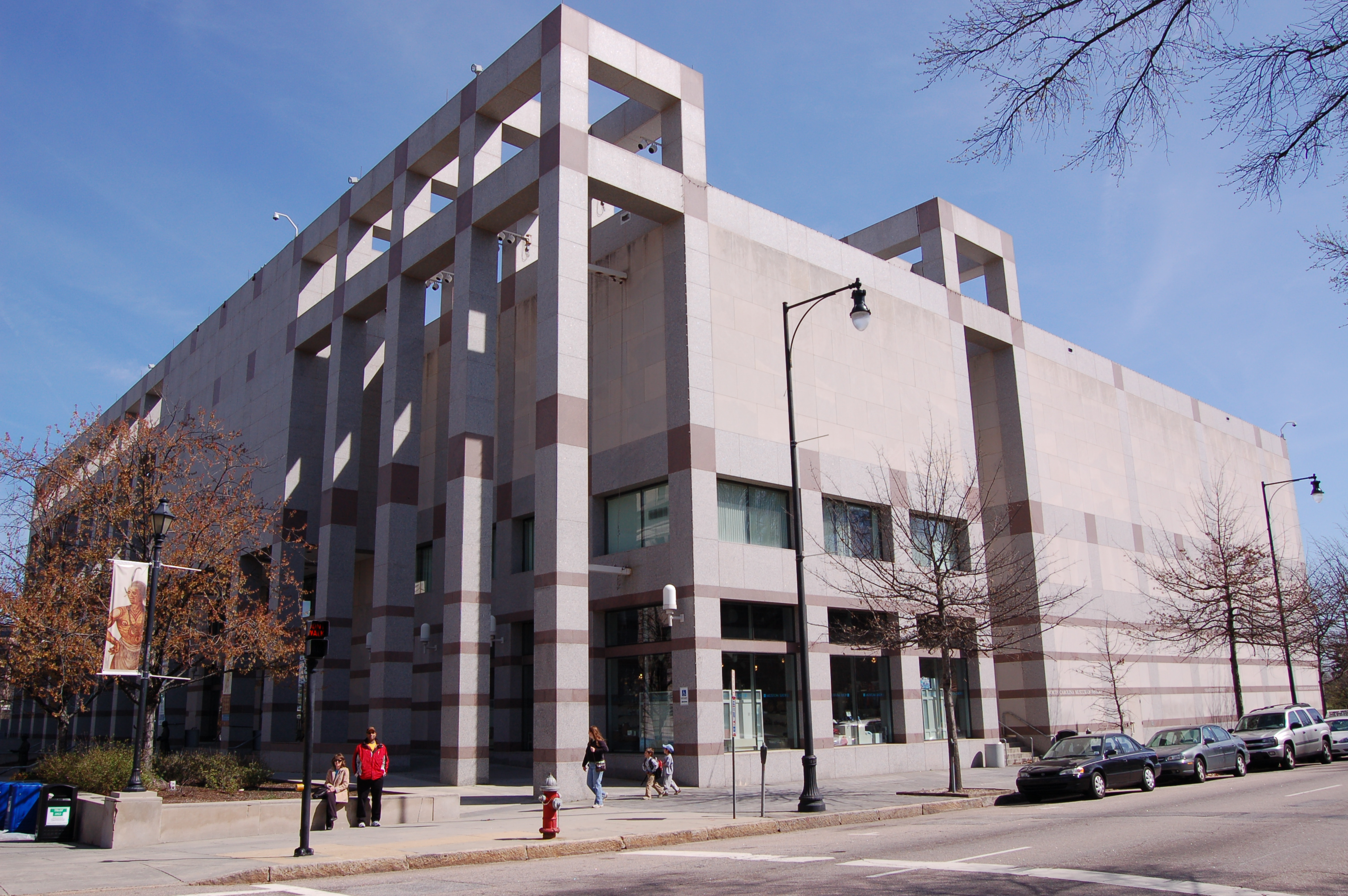
ローリー市にあるノースカロライナ州歴史博物館。

イギリスから独立したアメリカ合衆国当初13州のうちの1つである。南北戦争では南部連合側に最後に参入した。南部連合に属した州の中で最も多くの兵士を失い、苦しい再建時代を送った。現代ではシャーロット都市圏や、ローリー・ダーラム・チャペルヒルのリサーチ・トライアングル地区を中心に経済的に大躍進を示し、州人口も急速に伸びている。

### インディアン、失われた植民地、恒久的植民地
ノースカロライナ州となった地域には、数千年前から先住民族の様々な文化が続いていた。西暦200年以前に、儀式や宗教目的で使われたと見られる土盛りマウンドを築いていた。西暦1000年までに形成されたミシシッピ文化を含め、その後の先住民族はそのようなマウンドを築きあるいは追加し続けていた。ヨーロッパ人が接触してくる500年から700年前に、ミシシッピ文化では大型の複雑な都市を建設し、広範囲に及ぶ交易のネットワークを維持していた。その最大都市はカホキアであり、ミシシッピ川の近く、現在のイリノイ州にあった。
ノースカロライナ州で記録に残されているインディアン部族は、海岸地域に住みカロライナ・アルゴンキン語を話すチョワノーク、ロアノーク、パムリコ、マシャプンガ、コリー、ケープフィアーなどであり、彼等が最初にイギリス人と遭遇した。イロコイ語を話すメヘリン、チェロキー、タスカローラは内陸部に住み、またチェロー、ワックスホー、サポニ、ワッカモー、カトーバ各部族は南東部スー族だった。
16世紀に内陸を旅したスペイン人探検家が、現在のモーガントンに近い地域の中心であるジョアラでミシシッピ文化の人々に出遭った。エルナンド・デ・ソトの記録では、1540年に彼等と出遭ったことを裏付けている。1567年、フアン・パルドがこの地域をスペイン領であると宣言し、またメキシコの銀山を守る別のルートを確立するために遠征隊を率いて入った。パルドはジョアラを冬の基地とし、そこを「クエンカ」と改名した。この遠征隊はサンフアン砦を建設してそこに30名を残し、パルドはさらに進んで別の砦5か所を建設し、駐在の者を置いた。パルドは別のルートを通って、当時スペイン領フロリダの中心だったサウスカロライナのパリスアイランドのサンタエレナに戻った。1568年春、インディアンが内陸にあった6つの砦を攻撃して駐屯員の1人を除いて全員を殺し、砦を焼いた。その中にはサンフアン砦も含まれていた。スペイン人が内陸部に戻ってくることは無かったが、現在のアメリカ合衆国の中で最初にヨーロッパ人が植民地建設を試みたものとなった。パルドの書記官バンデラの16世紀の日誌、および1986年以降に行われた考古学調査によって、その開拓地が確認された。

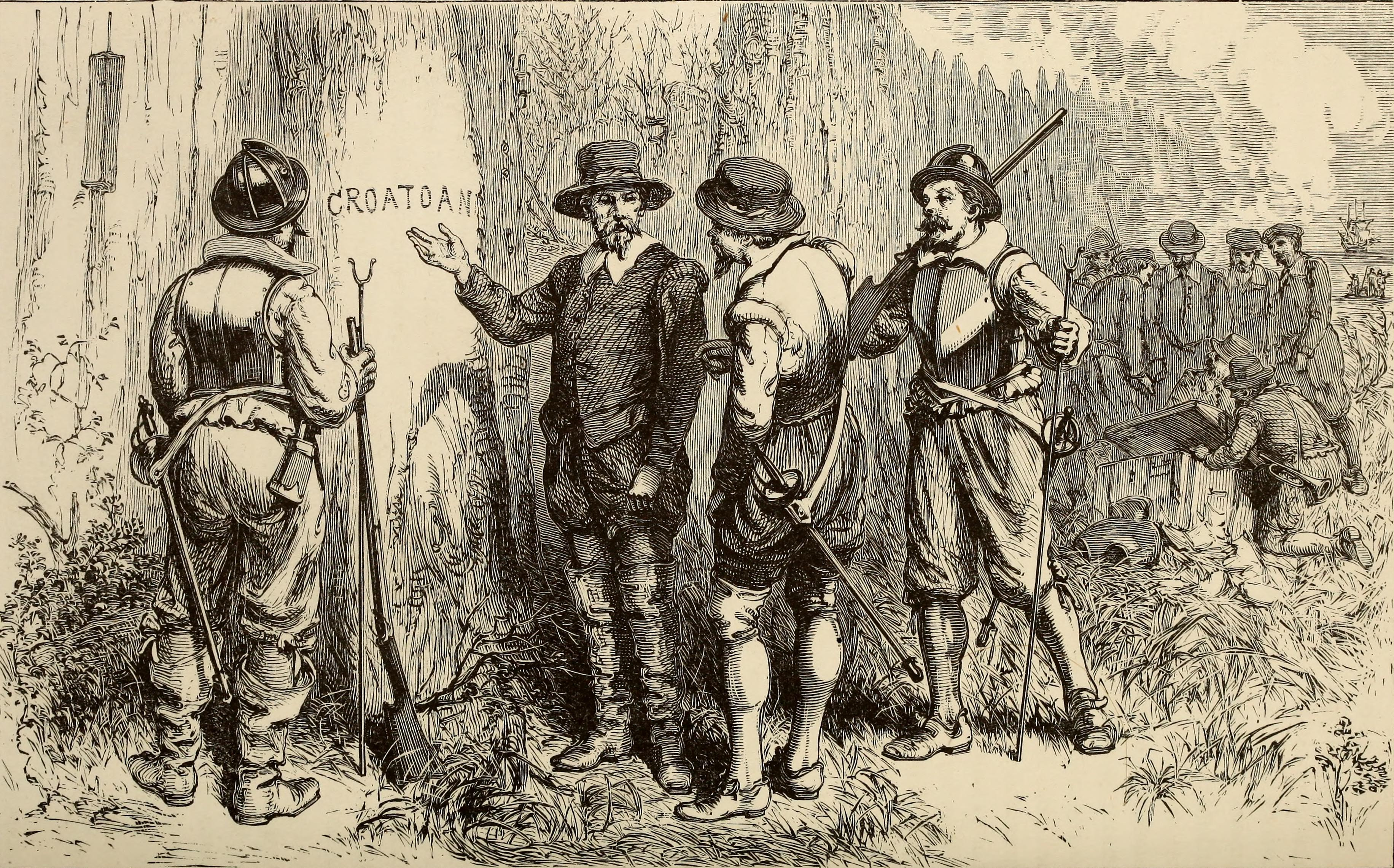
ジョン・ホワイトは戻ってきて植民地が放棄されているのを見つけた。

1584、イギリス王エリザベス1世がウォルター・ローリー卿に現在のノースカロライナの土地（当時はバージニア）に対する土地特許を与えた。ローリーは現在の州都ローリーの名前の由来となった。ローリーは1580年代に海岸部で2つの植民地を設立したが、どちらも失敗した。イギリスがアメリカ大陸で植民地化を試みた2つめのものだった。ロアノーク島に造られた「失われた植民地」の消滅は、アメリカ史の中でも謎の1つとして残っている。北アメリカで生まれた最初のイギリス人赤ん坊であるヴァージニア・デアは1587年8月18日にロアノーク島で生まれた。ノースカロライナ州デア郡はその名を記念するものである。
1650年には既に、バージニア植民地から開拓者がアルベマール・サウンドの地域に移ってきていた。1663年に、国王チャールズ2世が北アメリカ大陸における新しい植民地を始めるための土地勅許を与えており、それがノースカロライナの領域を規定している。チャールズ2世はその地を、父のチャールズ1世の栄誉を称えて「カロライナ」と命名した（チャールズのラテン語名はカロラスである）。1665年には領土問題を解決するために2つめの勅許が発行された。1710年、統治に関する論争が起きたこともあり、カロライナ植民地はノースカロライナとサウスカロライナに分かれた。サウスカロライナは1729年に王室領植民地になった。
1700年代に南部で何度か天然痘が流行し、ヨーロッパの疫病に対する免疫を持たなかったインディアンの間では高い死亡率となった。歴史家のラッセル・ソーントンは、「1738年の疫病でチェロキー族の半数が死亡し、他の部族も同様だったと言われている」と記した。

### 植民地時代とアメリカ独立戦争

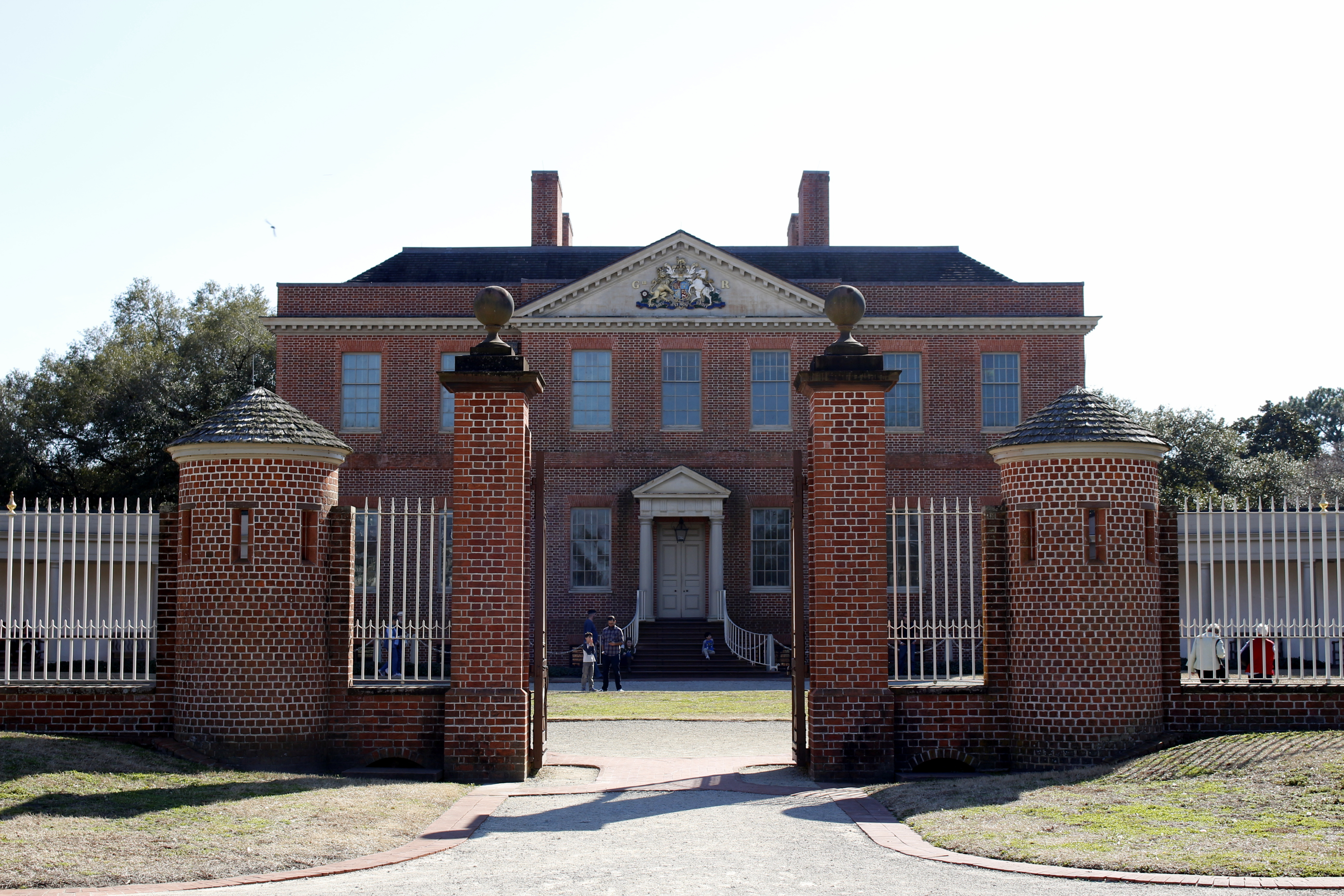
再建された植民地時代の総督邸宅「トライオン・パレス」、ニューバーン市。

16世紀にスペインが植民地化を試みた後、ノースカロライナにおける最初の恒久的ヨーロッパ人開拓者は、バージニア植民地が急速に成長し、利用できる農地が不足してきたために、そこから南に移ってきたイギリス人開拓者だった。そのようなバージニアからの移民ではナサニエル・バッツが最初に記録された者の1人となった。バッツは1655年にチョウォーン川の南、グレート・ディズマル湿地の東に入植した。1663年までに、アルベマール開拓地と呼ばれたカロライナ植民地の北東部は全面的なイギリス人による入植が進んだ。これと同じころ、イングランド国王チャールズ2世が、1660年に王位に復したときにこれを助けた貴族集団、植民地領主にこの植民地を与えた。この新植民地「カロライナ」は国王チャールズ1世の栄誉を称えて名付けられた。1712年、ノースカロライナは別の植民地になった。その17年後、第2代グランヴィル伯爵ジョン・カートレットが持っていた分を除いてノースカロライナは王室領植民地になった。
ノースカロライナ東部はローカントリー、西部はアップランドと呼ばれ、その入植の様態が異なっていたので、18世紀から20世紀まで政治、経済、社会生活に影響した。東部の海岸地帯は主にイングランドの田舎やスコットランドのハイランド地方からの移民が入ってきた。西部のアップランドには主にスコットランド・アイルランド、イングランド、ドイツからプロテスタントが入り、「コヒー」と呼ばれた。18世紀の半ばから後半に到着した、現在の北アイルランド出身であるスコットランド・アイルランド系移民が、独立戦争以前では最大の非イングランド移民だった。この時期、イングランドの年季奉公者が最大の移民集団だった。アメリカ独立戦争のとき、ノースカロライナ東部にいるイングランド系やスコットランド・ハイランド系の開拓者は、イギリスとの事業や個人的な繋がりが長く続いていたためにイギリス王室に忠実である傾向があった。西部のイングランド系、ウェールズ系、スコットランド・アイルランド系、ドイツ系移民は、アメリカのイギリスからの独立を支持する傾向にあった。
年季奉公者として入ってきたイングランド系移民の大半は、その片道旅費を払うために一定期間労働者として働く契約を結んだ者達だった。初期には年季奉公者とアフリカ人奴隷あるいは労働者の間の線引きは流動的だった。奴隷制度が終身のものになる以前にその自由を許されたアフリカ人もいた。独立戦争前にノースカロライナで作られた自由有色人家族の大半は、自由白人女性と奴隷または自由アフリカ人、あるいはアフリカ系アメリカ人男性との結合あるいは結婚によるものの子孫だった。母親が自由なので、その子供達も生まれながらに自由だった。多くの者はバージニア植民地から移ってきた者か、その子孫だった。イギリスの経済状態が改善され、植民地に移ってくる年季奉公者の流れが減少してくると、多くの奴隷が輸入されるようになり、奴隷制度に対する規制が厳しくなった。経済の成長と繁栄は奴隷労働力に基づいており、まずはタバコの生産に振り向けられた。
1776年4月1日、大陸会議の代表団にイギリス王室からの独立に賛成するよう支持したことで、ノースカロライナは最初の邦となった。ただし、ノースカロライナ植民地議会ではハリファックス決議案が採択されていた。この両件の日付は州旗および州章に記録されている。独立戦争の期間を通じて、独立支持派とイギリス支持派の植民地人の間で激しいゲリラ戦が起きた。この戦争が個人の怨恨や競争関係を解決する理由になることもあった。ノースカロライナとサウスカロライナの境で起きたキングスマウンテンの戦いでアメリカ側が大勝した。1780年10月7日、ノースカロライナ西部（現在のテネシー州を含む）のマウンテンマン1,000人が、パトリック・ファーガソン少佐の指揮するイギリス軍約1,000人を圧倒した。この戦闘に参加したイギリス軍兵士の大半は、イギリス王室に忠誠を尽くしたロイヤリストと呼ばれるカロライナ人だった。キングスマウンテンでのアメリカ軍の勝利によりアメリカ独立を支持する植民地人には利点となり、イギリス軍がロイヤリストの中から新兵を徴募する際の妨げとなった。

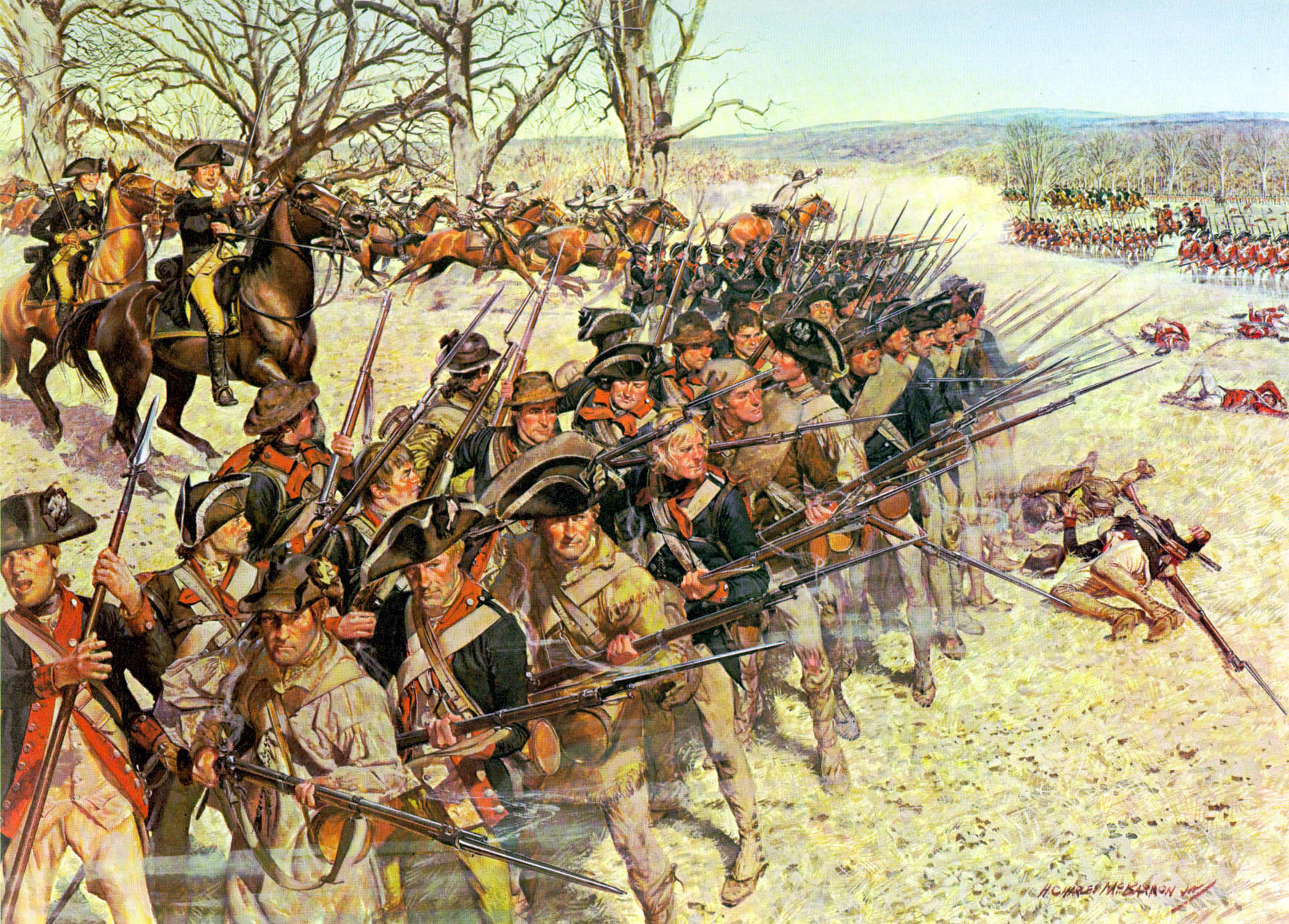
ギルフォード郡庁舎の戦いで前線を死守するメリーランド第1連隊

ヨークタウンへの道と、アメリカのイギリスからの独立はノースカロライナを通じて実現した。イギリス軍がチャールストンとカムデンでの勝利の後に北に動くと、大陸軍南部方面軍と地元民兵隊はイギリス軍と会する備えを行った。1781年1月17日、カウペンスの戦いで、ダニエル・モーガン将軍がイギリス軍騎兵指揮官バナスター・タールトンの部隊を破った後、南部方面軍指揮官ナサニエル・グリーンは、イギリス軍チャールズ・コーンウォリスの部隊をノースカロライナの中心までおびき寄せ、補給基地であるチャールストンから遠ざけた。この作戦はダン川に向かって行われたので、「ダン川への競走」あるいは「川への競走」と呼ばれている。
1781年2月1日、コーワンズフォードの戦いでは、戦術的撤退を続けるモーガン将軍の部隊に決戦を挑もうとしたコーンウォリス部隊が、カトーバ川の川岸で抵抗に遭った。ノースカロライナの北部に誘導するこの動きに、グリーン将軍が新たに徴兵した部隊の動きが組み合わされた。1781年3月15日、グリーンとコーンウォリスの部隊は遂に、現在のグリーンズボロであったギルフォード郡庁舎の戦いでまみえた。この戦闘の最後にイギリス軍はその戦場を支配したが、勢力では優勢だったアメリカ軍から被った被害は甚大だった。この犠牲が多くて引き合わない勝利の後、コーンウォリス将軍はバージニアの海岸線に移動し、イギリス海軍から補給を受け、その疲れ切った軍隊を守って貰う道を選んだ。この決断により、1781年後半のヨークタウンにおける敗北に繋がっていった。愛国者側の勝利がアメリカ独立を確かなものにした。

### 南北戦争前の時代
1789年11月21日、ノースカロライナはアメリカ合衆国憲法を批准して12番目の州になった。1840年、ローリー市に州会議事堂が完成し、現在に続いている。州内の奴隷所有者と大型プランテーションの大半は州の東部にあった。州内のプランテーションの体系は、バージニア州、ジョージア州、サウスカロライナ州のものに比べて小型でまとまりに欠けていたが、農園主のかなりの数が港湾都市ウィルミントンとイーデントンの周辺郡に集まっており、またピードモント台地のローリー、シャーロット、ダーラム各市の周りに郊外型農園主が集まっていた。大きな資産を所有する農園主は、奴隷社旗である南北戦争前ノースカロライナ州で政治と社会経済のかなりの権力を握っていた。州西部は概して奴隷を持たない自作農が多く、東部の農園主がその利益を優先させた。19世紀半ば、州内田園部と商業地域は「農夫の鉄道」と呼ばれた木の板敷道129マイル (208 km) の建設で繋がれた。東のファイエットビルからベサニア（ウィンストン・セイラムの北西）まで続いていた。

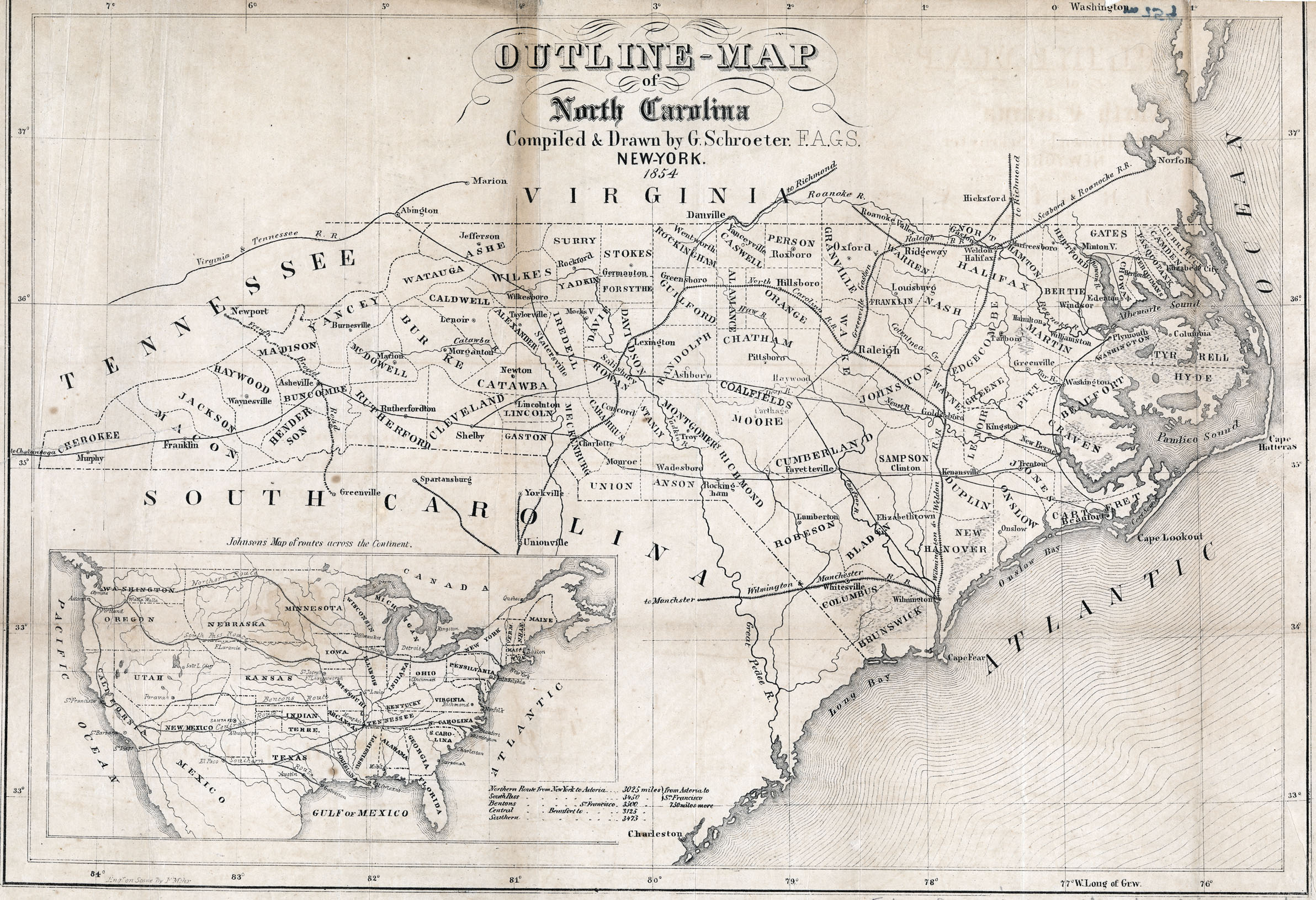
ノースカロライナ州の道路と鉄道の図、1854年

州内には奴隷の他にも多くの自由有色人がいた。その大半は18世紀にバージニアから隣人と共に移ってきた自由アフリカ系アメリカ人の子孫だった。その大半は年期奉公人あるいは自由白人女性と、年期奉公人、奴隷あるいは自由人のアフリカ系アメリカ人との間で、労働者階級での結合の子孫だった。アメリカ独立戦争後、クエーカー教徒とメノナイト教徒が、奴隷所有者に奴隷の解放を説いて歩いた。この動きと革命の権利という言葉に動かされ、奴隷を解放する者もいた。独立後最初の数十年間で自由有色人の数は飛躍的に増大した。
1836年10月25日、港湾都市のウィルミントンと州都ローリーを繋ぐウィルミントン・アンド・ローリー鉄道の建設が始まった。1849年、州議会の法によりこの鉄道を西のグリーンズボロ、ハイポイント、シャーロットまで延伸するノースカロライナ鉄道が創設された。南北戦争のとき、この鉄道のウィルミントン、ローリー区間は南軍の戦争遂行のために重要なものとなった。ウィルミントンで物資が積まれ、鉄道でローリーを通り、アメリカ連合国の首都バージニア州リッチモンドに運ばれた。
南北戦争前の時代、ノースカロライナ州は圧倒的に田園州であり、南部の標準と比較してもそうだった。1860年、州内では唯一港湾都市のウィルミントンが人口1万人を超えていた。州都のローリーはやっと5,000人を超えたところだった。
南部州の中では奴隷所有の集中度が低かったが、1860年国勢調査に拠れば、州人口は992,622人、このうち33万人以上、33％が奴隷のアフリカ系アメリカ人だった。彼等は主に東部海岸部のプランテーションで生活し働いた。また東部海岸平原にも集中しており、特にウィルミントンやニューバーンでは、様々な仕事があった。自由アフリカ系アメリカ人は1835年まで選挙の投票を許されたが、1831年にナット・ターナーが率いた奴隷反乱に続いてこの年に、州は彼等の投票権を取り上げた。南部の奴隷法では奴隷を故意に殺すことを大半の場合に違法としていた。例えば、1791年、ノースカロライナ州議会は、抵抗された場合、あるいは中庸な懲罰のもとに行われたものでなければ、奴隷を故意に殺すことを殺人と規定した。

### 南北戦争

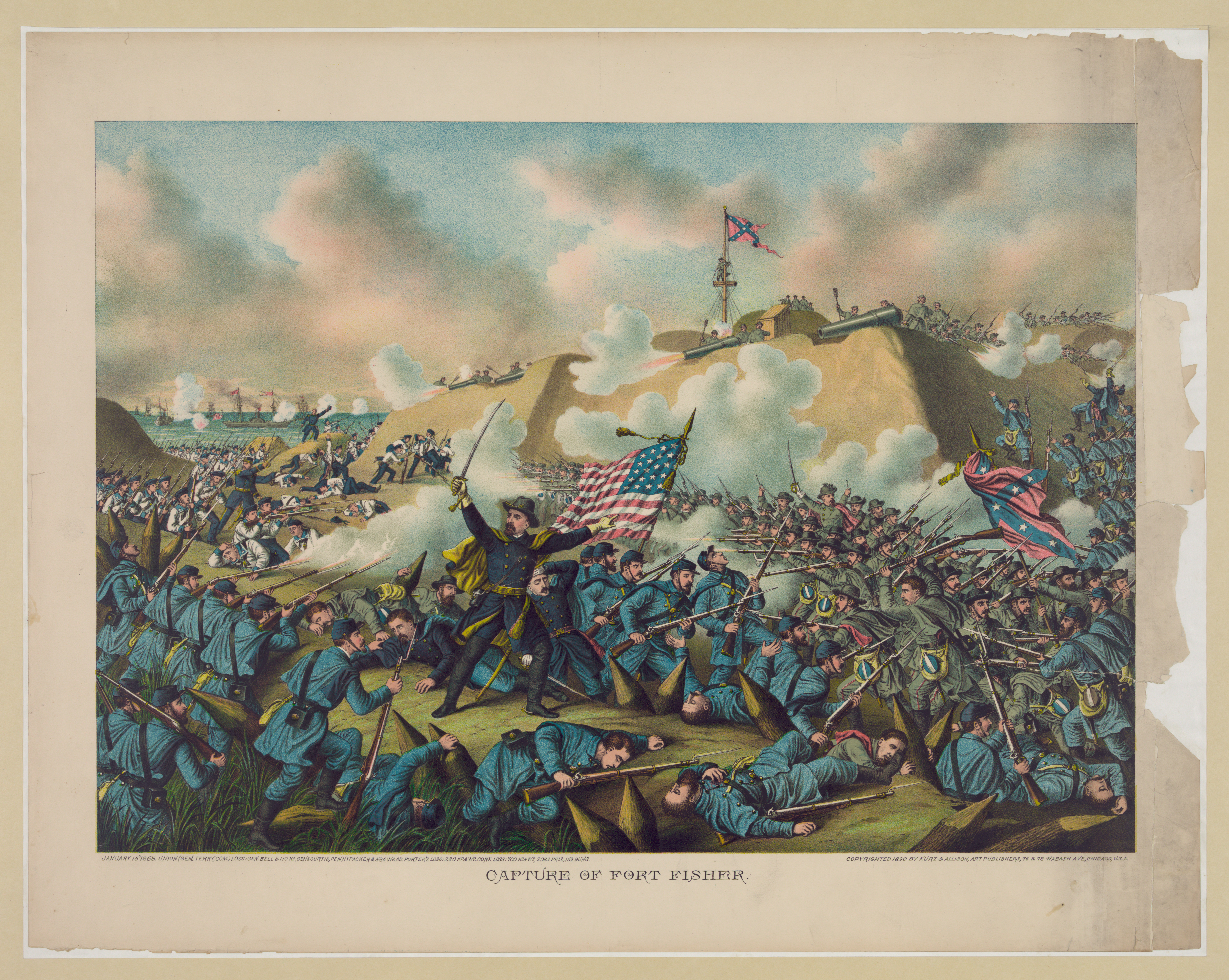
フィッシャー砦を占領する北軍、1865年

1860年、ノースカロライナ州は奴隷州であり、州人口は992,622人のうち約3分の1が奴隷のアフリカ系アメリカ人だった。これは多くの南部州の中では最少の比率だった。さらに州内には3万人以上の自由黒人がいた。ノースカロライナ州はアメリカ連合国への加盟に当初は賛成しなかったが、エイブラハム・リンカーン大統領が姉妹州であるサウスカロライナ州への侵略を呼びかけたとき、公式にアメリカ連合国に加盟した最後の州あるいは最後から2番目の州になった。テネシー州が非公式には1861年5月7日にアメリカ合衆国からの脱退を表明し、ノースカロライナ州が脱退したのは同年5月20日だったので、「最後にアメリカ連合国に加盟したのはどの州か」について異論が出てきた。しかし、テネシー州議会が正式に脱退を決めたのは同年6月8日のことだった。
州内では戦闘が少なかったが、南軍には少なくとも125,000人が出征し、他のどの州よりも遙かに多かった。約4万人は病気、戦傷および飢えで死亡した。北軍にも約15,000人が従軍した。1862年に選出されたゼブロン・ベアード・バンス州知事は、リッチモンドにいるジェファーソン・デイヴィス大統領に対して州の自治を維持しようとした。

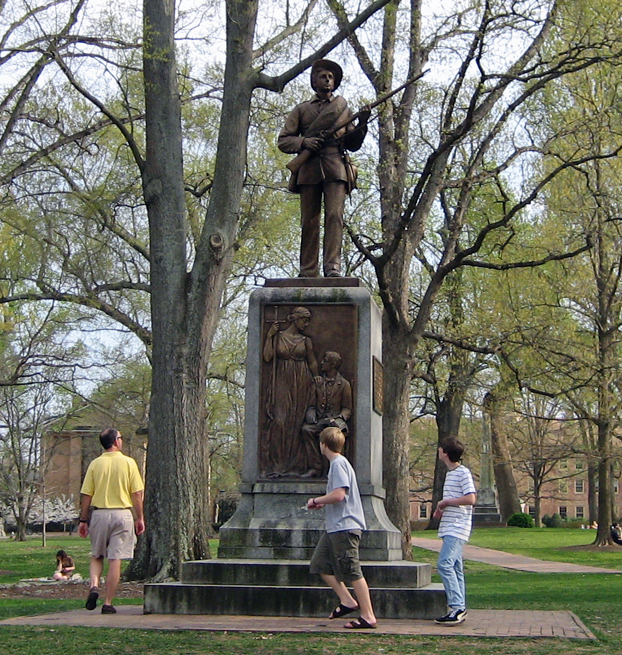
南軍兵のサイレント・サム、ジョン・ウィルソン制作、ノースカロライナ大学チャペルヒル校

脱退後も州民の中にはアメリカ連合国支持を拒否した者がいた。山岳部や西部ピードモント台地の自由農の中には戦中も中立を維持し、あるいは北軍を支持する者もいた。州西部から約2,000人が北軍に参加し、北部のために戦った。北軍に占領された海岸部では1862年から1863年に北軍の2個連隊が立ち上げられた。
ノースカロライナ州の全部分から立ち上げられた南軍部隊は、南軍で最も有名になった軍隊である北バージニア軍の主要戦闘の事実上全てに参加した。ノースカロライナ州内で戦われた最大の戦闘は1865年春のベントンビルの戦いであり、南軍のジョセフ・ジョンストン将軍が、北軍ウィリアム・シャーマン将軍軍隊の両カロライナを通る侵攻を遅らせようとして失敗した。1865年4月、ジョンストンはモリスビルの戦いに敗れた後、ベネットプレース、現在のダーラムでシャーマンに降伏した。これは降伏した南軍の軍隊として最後の大部隊だった。ノースカロライナ州の港湾都市ウィルミントンは北軍の手に落ちた最後の港湾となった。1865年2月、川下の主要防衛拠点で起きた第二次フィッシャー砦の戦いで北軍が勝利した後にウィルミントンが陥落した。

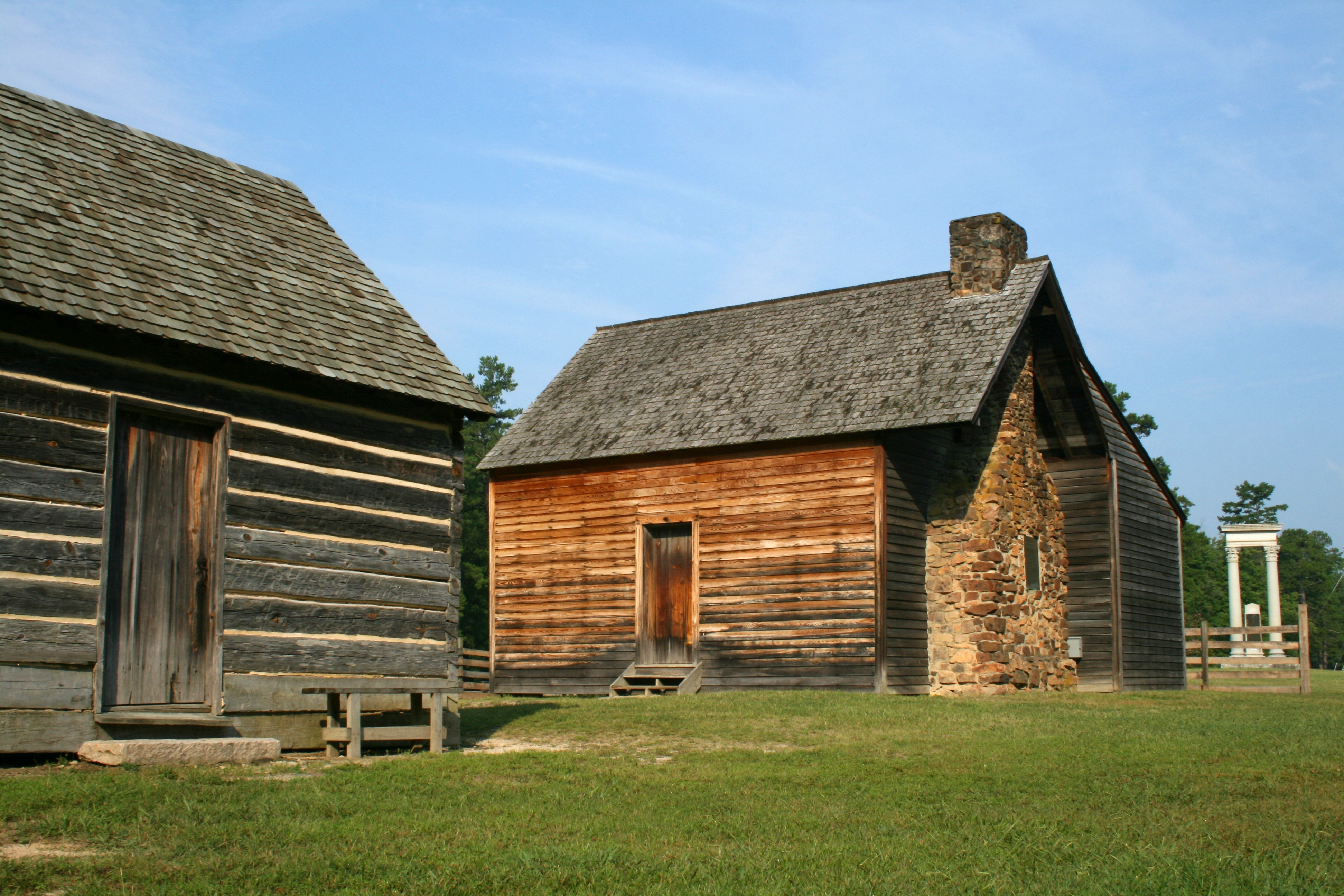
ダーラムにある歴史的なベネットプレース

南北戦争で最初に戦死した南軍兵は、1861年6月に起きたビッグベセルの戦いでのノースカロライナ州出身の兵卒ヘンリー・ワイアットだった。1863年7月のゲティスバーグの戦いでは、ノースカロライナ第26連隊がピケットの突撃に参加し、他の連隊よりも北軍の前線深く進出した。チカマウガの戦いでは、ノースカロライナ第58連隊がスノッドグラスヒルで他の連隊よりも前に進軍し、北軍の残っていた部隊を戦場から追い出した。1865年4月、バージニアのアポマトックス・コートハウスでは、騎兵隊であるノースカロライナ第75連隊が、この戦争で北軍に対する最後の銃弾を放った。戦後、ノースカロライナ州は「最初のベセル、最深部のゲティスバーグ、チカマウガ、最後のアポマトックス」と言って誇ることになった。

## 地理
関連項目：Geography of the North Carolina、アメリカ東海岸、ノースカロライナ州の郡一覧

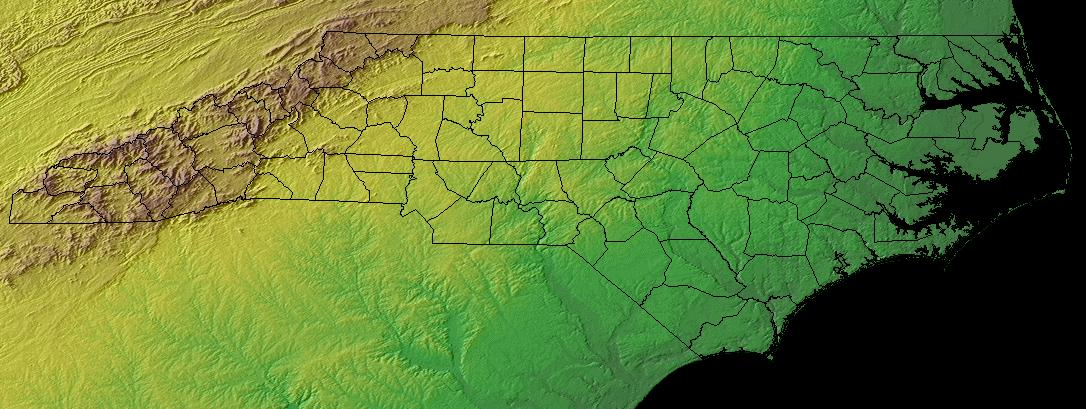
ノースカロライナ州の地勢図

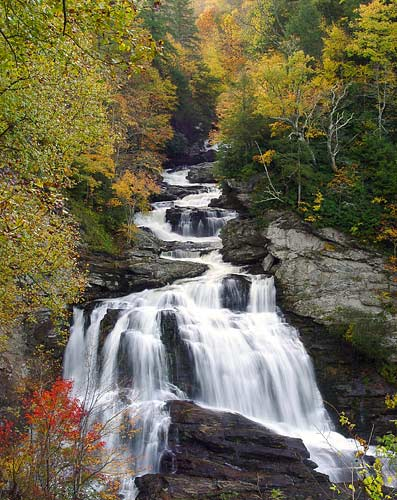
メイコン郡にあるカラサジャ滝

ノースカロライナ州は、南部でサウスカロライナ州、南西部でジョージア州、西部でテネシー州、北部でバージニア州、東部で大西洋と接している。アメリカ合衆国統計局は、ノースカロライナ州を南部の州に分類しているほか、さらに下位区分として大西洋岸南部の州の1つに区分している。
ノースカロライナ州は、大きく3つの地理的区域に分けられる。1つは、沿岸の平野部で州の東部を中心に45%を占めている。次に、中央部などの35%で構成されるピードモント地域があり、さらには西部などの20%を占めるアパラチア山脈とその麓丘陵部の一帯がある。最東部は大西洋と沿岸内水路を分ける砂の細長い島の連なりであるアウターバンクスになっている。沿岸内水路は北部のアルベマール・サウンドと南部のパムリコ・サウンドがある。国内でも最大級の陸に封じられたサウンドである。ここにあるハッテラス岬沖で多くの船が失われてきたので、「大西洋の墓場」とも呼ばれている。1526年に記録が取られ始めて以来、1,000隻以上の船がこの海域に沈んだ。その中でも有名なのが、1718年にボーフォート入り江で座礁したアン女王の復讐号（黒髭の旗艦）である。
アウター・バンクの内側はかなり平坦な海岸平野であり、タバコ、大豆、メロン、綿花などを育てるために理想的な肥沃な土壌である。州内でも田園部が残る地域であり、大都市は少なく、農業が重要な産業である。
海岸平野は「滝線」でピードモント台地に遷る。この滝線は、川を遡ったときに最初に出遭う滝の位置を繋いだものである。州中央部にあるピードモント台地は都市化が進み、人口が多い。なだらかにうねる田園の間に丘陵や低い山がある。この地域には、ソーラタウン山地、パイロット山、ユーフワリー山地、クラウダーズ山、キングスピナクル、ブラッシー山地、サウス山地など、小さく、孤立し、深く侵食された山地や峰がある。標高は東部で300ないし400フィート (90-120 m)、西部では1,000フィート (300 m) 以上となる。この地域の急速な人口成長を受けて、田園部のかなりの部分が郊外化し、ショッピングセンター、住宅、事務所が造られている。農業はその重要性を次第に落としてきた。ヤドキン川やカトーバ川など地域の主要河川は流れが速く、浅く、狭い傾向にある。

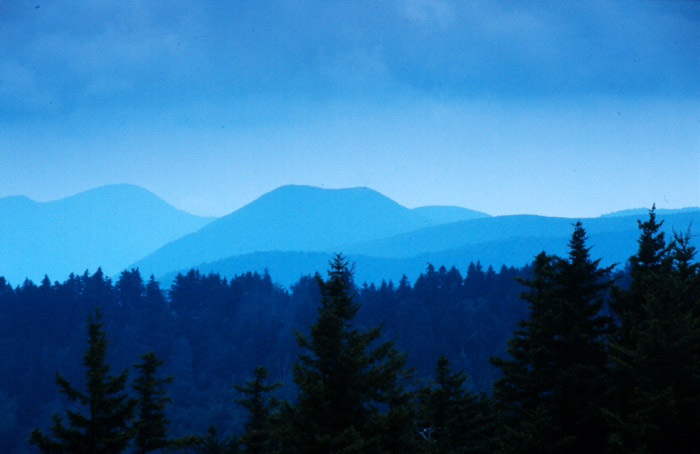
。

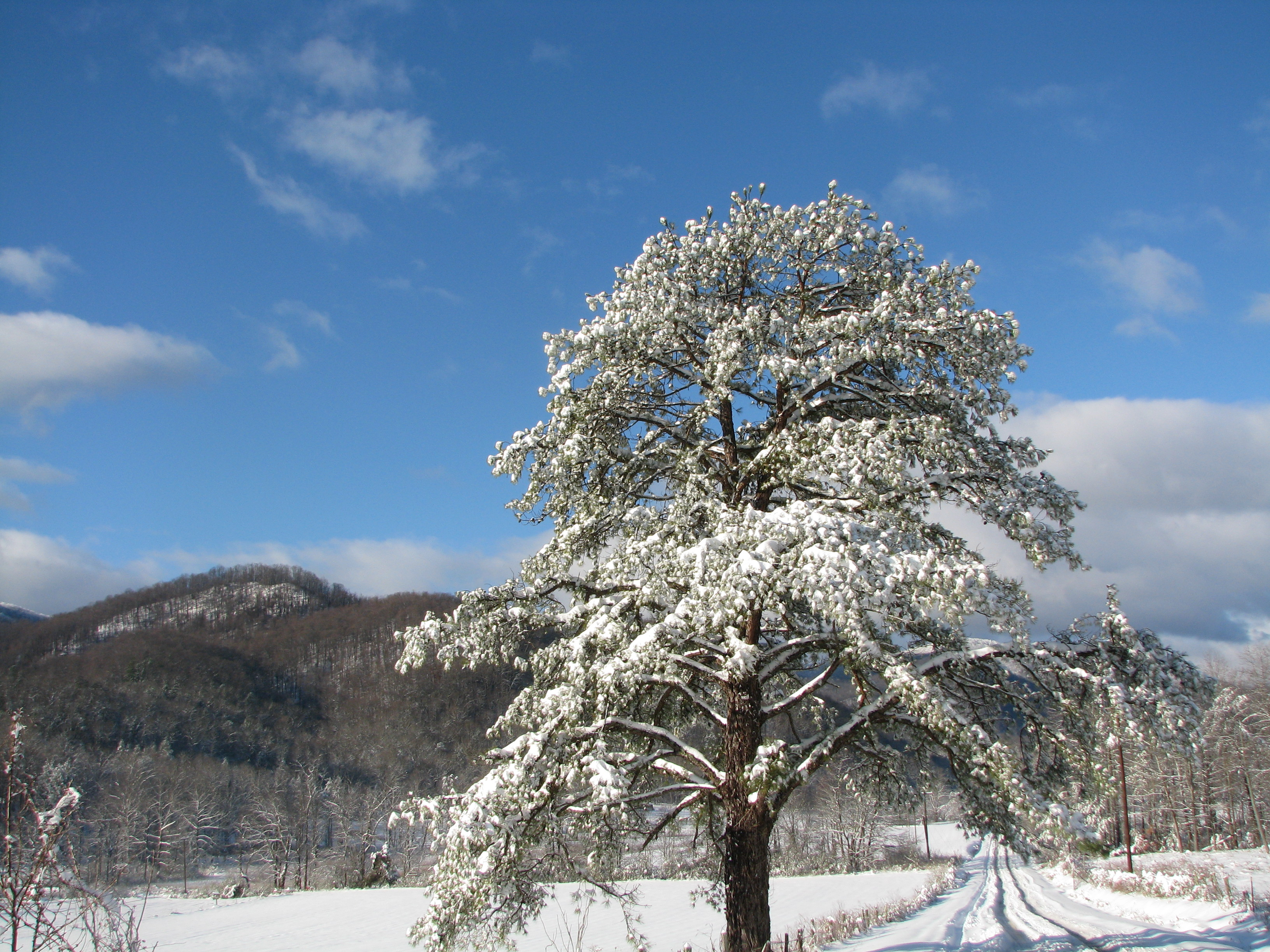
2009年吹雪で生じたオールドフォートの積雪

この州の西側は、メキシコ湾からセントローレンス川の河口まで達している巨大なアパラチア山脈の支脈を形成するグレート・スモーキー山脈、ブルーリッジ山脈、グレート・バルサム山脈、ブラック山脈が並ぶ。ブラック山脈はミシシッピ川以東のアメリカ合衆国東部でも標高が最も高く、標高6,684フィート (2,037 m) のミッチェル山がある。農業は重要性を維持しているが、山岳地では観光業が支配的な産業となった。クリスマスツリーが主要産品である。標高が高いために、州内の他部分と比べて気候がかなり異なっている。西部の冬は積雪が多く、気温が氷点下になるのは、南部州よりも中西部の州に似ている。
東部大西洋岸で南北の幅は約100マイル（約160キロメートル）ある。東西の一番長い幅は500マイル（800キロメートル）である。陸地面積は48,711平方マイル（126,161平方キロメートル）である。
州内には17の主要河川流域がある。ブルーリッジ山脈より西の河川は、オハイオ川からミシシッピ川を介してメキシコ湾に流れるが、他の河川は東へ大西洋に流れ込むので、ノースカロライナ州の全河川は大西洋岸のパムリコ湾などの内海へ流れ込む。11の河川が州内に水源があり、州域の主な河川は北からター川（Tar River）、ニュース川、ホワイトオーク川、ケイプフィア川の4河川である。
アメリカ合衆国国立公園局の管理下にある地域は、次の通りである。：
- アパラチアン・トレイル
- ブルーリッジ・パークウェイ
- ハッテラス岬国立海岸
- ルックアウト岬国立海岸
- カール・サンドバーグ家屋国立歴史史跡（フラットロック）
- ローリー砦国立歴史史跡（マニオー）
- グレート・スモーキー山脈国立公園
- ギルフォード郡庁舎国立軍事公園（グリーンズボロ）
- ムーアズ・クリーク国立戦場跡（カリー近郊）
- オーバーマウンテン・ビクトリー国立歴史道
- 涙の道国立歴史道
- ライト兄弟国立記念碑（キルデビルヒルズ）

### 気候
関連項目：Climate of North Carolina

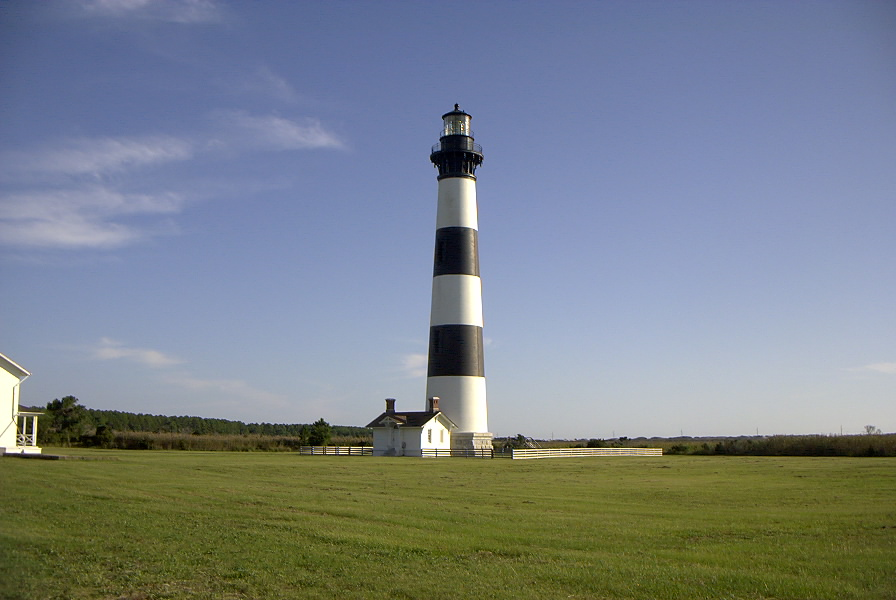
ボディ島灯台、アウターバンクスの観光地

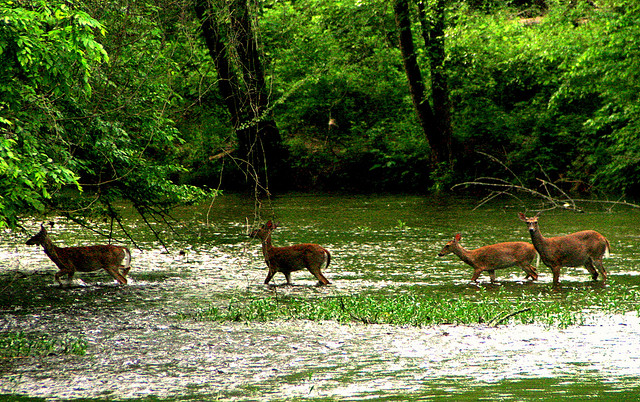
イーノ川沿いの鹿、ピードモント台地

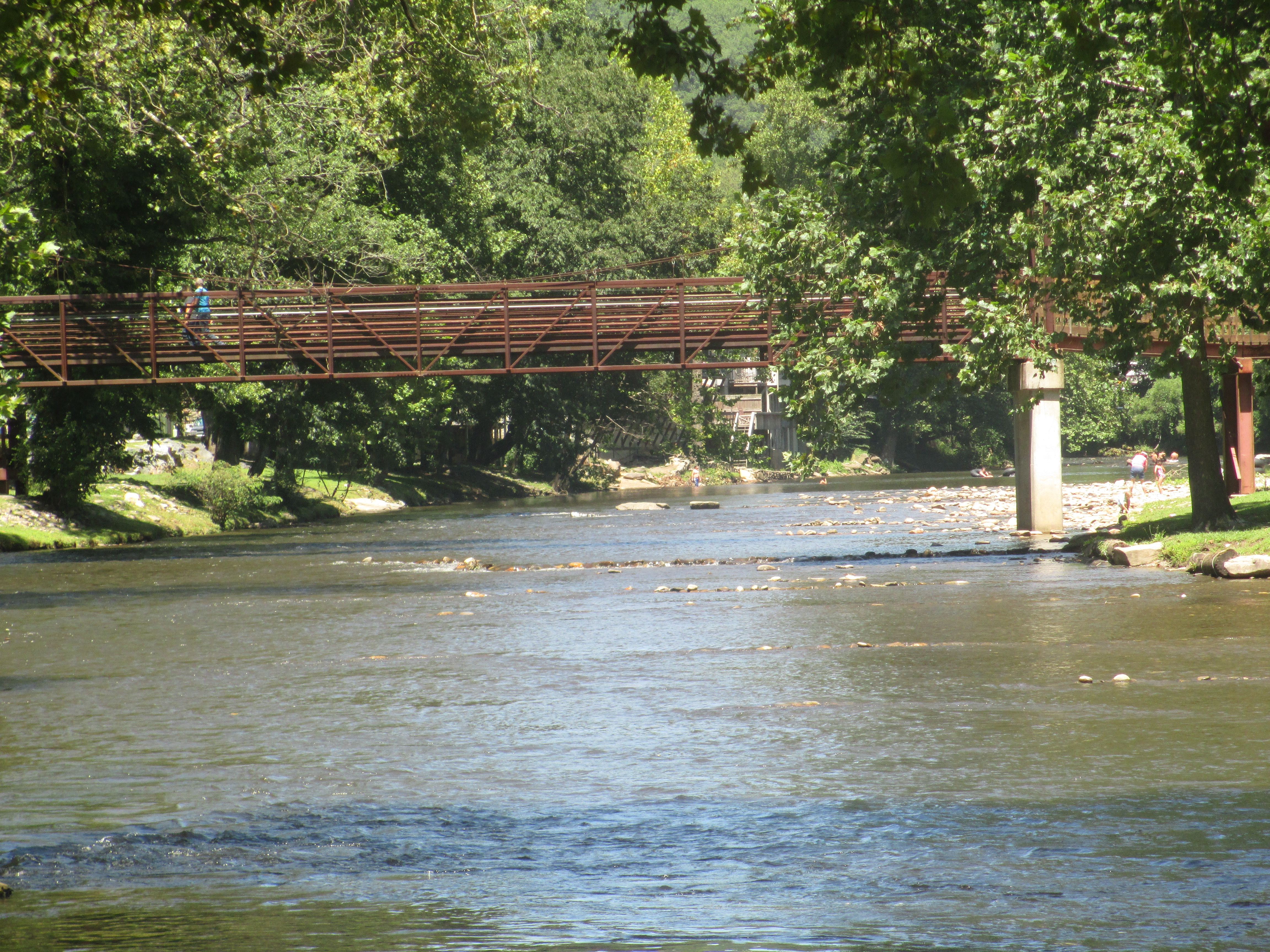
チェロキー市のオコナルフティ川に架かる歩道橋

海岸平原の気候は大西洋に影響され、冬は温暖であり、夏も適度の暖かさである。夏の日中平均最高気温は89°F (32 ℃) 未満である。冬の日中平均最高気温は40°F (4 ℃) より低くなることは希であり、通常は50°F台半ば (11–14 °C) である。夜間に氷点下になることも少ない。年間平均積雪量は1インチ (2.5 cm) ほどであり、雪が全く降らない年が続くこともある。
ピードモント台地では大西洋の影響が減り、海岸部より暑い夏と寒い冬が特徴である。夏季の日中平均最高気温は90°F (32℃) 以上になることも多い。100°F (38℃) 以上になるのは希だが、台地の標高が低い地域ではあり得る。大西洋の影響が少ないために、海岸に比べて気温の変化も大きい。冬季は海岸部より寒く、日中平均最高気温は40°F台後半 (3℃) から50°F台前半 (8 ℃) であり、夜間に氷点下になることも多い。年間平均積雪量はシャーロット地域で3ないし5インチ (8–13cm)、アシュビル地域12インチ (30cm) ほどである。霙や雨氷が降ることも多い。雨氷は交通を混乱させ、木を倒し、停電させることがある。年間降水量や湿度は海岸部や山岳部より低いが、最低でも年間40インチ (1,020mm) の雨が降る。
アパラチア山脈は州内で最も寒い地域である。冬季の日中平均最高気温は40°F台前半 (6℃) から30°F台後半 (3℃) であり、夜間は20°F (-5℃) 以下まで下がる。夏は涼しく80°F (27℃) を超えることは希である。年間平均積雪量は30インチ (76cm) を超え、標高が高い所ではさらに深くなる。例えば1993年吹雪では、ミッチェル山に3日間で60インチ (152cm) 以上の積雪があった。ミッチェル山では年間を通じて降雪がある。
異常気象も起こることが多い。ハリケーンは平均して10年間に1つ襲ってくる。これまでノースカロライナ州を襲ったハリケーンとしては、ハリケーン・フラン、ハリケーン・フロイド、ハリケーン・ヘイゼルがあり、最強のものは1954年のカテゴリー4だった。21世紀ではハリケーン・イザベルが最も強かった。熱帯低気圧は3年ないし4年に1つ襲来する。さらに州を掠めてとおるハリケーンや熱帯低気圧も多い。また内陸部が襲われることもある。1989年のハリケーン・ヒューゴはシャーロットで大きな被害を与え、州北西部のブルーリッジ山脈にも影響した。雷雨があるのは年平均50日であり、雹、鉄砲水、暴風を伴うことがある。
竜巻の年間平均発生数は20個未満である。海岸平原でハリケーンや熱帯低気圧によって生み出されるものが多い。雷雨のときの竜巻は特に州東部で危険である。ピードモント台地は西の山岳部で暴風から守られることが多い。州西部では「冷気滞留」という気象も起こることがある。これは嵐を弱める効果もあるが、低温被害が起こりうる。
2011年4月、アメリカ合衆国南部で竜巻が大発生し、ノースカロライナ州でも史上希に見るものになった。主に東部で25個の竜巻が発生し、少なくとも24人の死者が出た。州都ローリーの被害総額だけでも1億1,500万米ドル以上となった。
| 州内各都市の月別平均最高最低気温°F |       |       |       |       |       |       |       |       |       |       |       |       |
| 都市                               | 1月   | 2月   | 3月   | 4月   | 5月   | 6月   | 7月   | 8月   | 9月   | 10月  | 11月  | 12月  |
| アシュビル                         | 47/27 | 51/30 | 59/35 | 68/43 | 75/51 | 81/60 | 84/64 | 83/63 | 77/56 | 68/45 | 59/36 | 49/29 |
| ブーン                             | 42/21 | 45/23 | 52/29 | 61/37 | 69/46 | 76/54 | 79/58 | 78/57 | 72/50 | 63/39 | 54/31 | 45/24 |
| ハッテラス岬                       | 52/39 | 54/40 | 59/45 | 66/53 | 74/61 | 81/69 | 85/74 | 84/73 | 80/69 | 72/60 | 64/51 | 56/43 |
| シャーロット                       | 51/30 | 55/33 | 63/39 | 72/47 | 79/56 | 86/64 | 89/68 | 88/67 | 81/60 | 72/49 | 62/39 | 53/32 |
| ファイエットビル                   | 53/31 | 56/33 | 64/39 | 73/47 | 80/56 | 87/65 | 90/70 | 89/69 | 83/63 | 74/49 | 65/41 | 56/34 |
| グリーンズボロ                     | 48/30 | 52/32 | 61/39 | 70/47 | 78/56 | 85/65 | 88/69 | 86/68 | 80/61 | 70/49 | 61/40 | 51/32 |
| ローリー                           | 51/31 | 55/34 | 63/40 | 72/48 | 80/57 | 87/66 | 90/70 | 88/69 | 82/62 | 73/50 | 64/41 | 54/33 |
| ウィルミントン                     | 56/36 | 60/38 | 66/44 | 74/52 | 81/60 | 87/69 | 90/73 | 88/71 | 84/66 | 76/55 | 68/45 | 59/38 |

## 人口動態
関連項目：Demographics of North Carolina

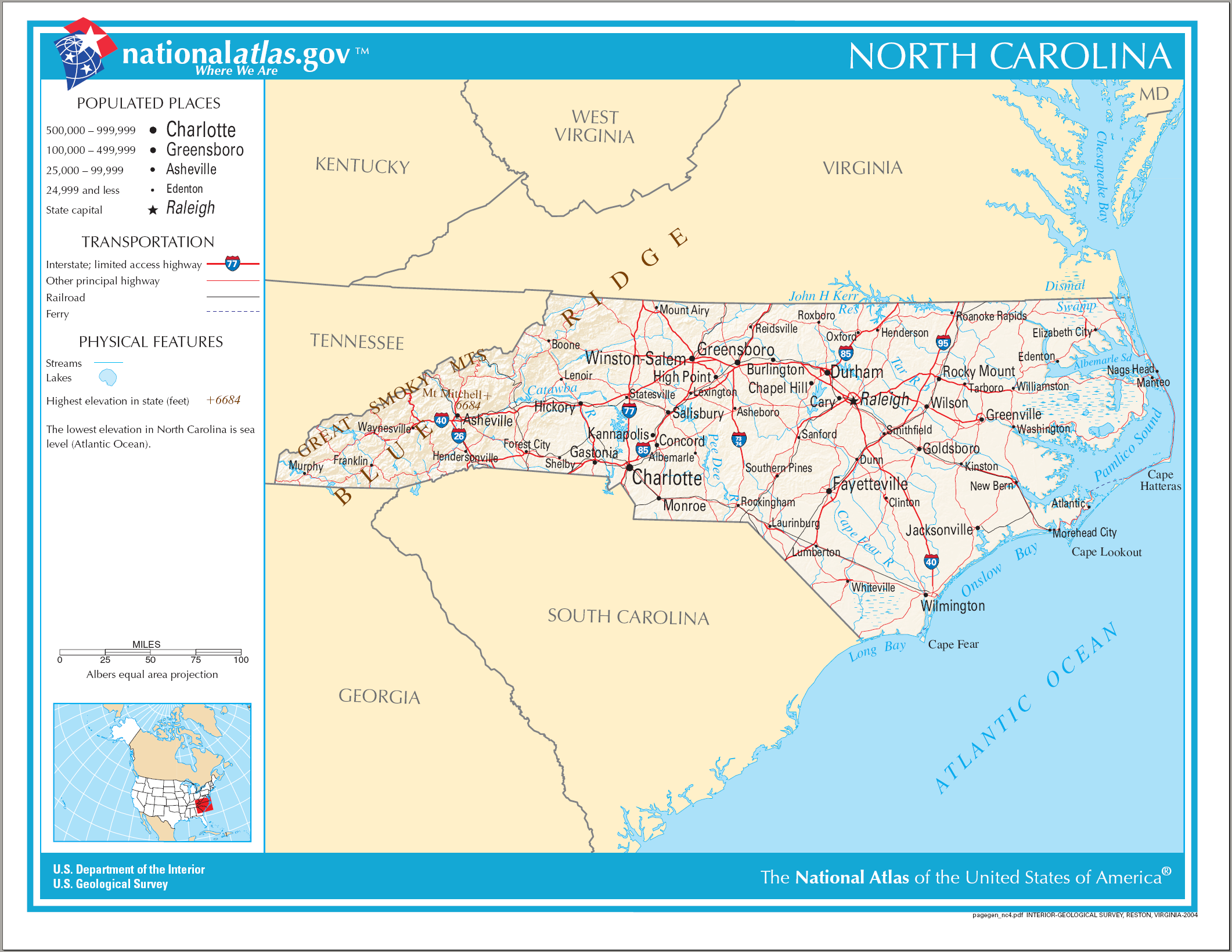
ノースカロライナ州の都市と道路図

2020年国勢調査時点のノースカロライナ州の人口は10,439,388人となっており、2010年国勢調査時点から9.48%増加していた。2005年から2006年にかけて、ノースカロライナ州はニュージャージー州を超えて10番目に人口の多い州となった。その後、2020年国勢調査時点までには、ミシガン州を抜いて9位となっている。
ノースカロライナ州は歴史的に多くの住民が農場及び小さな町に暮らしている田園州である。ノースカロライナ州の人口重心はシーグローブの町がある、ランドルフ郡となっている。ノースカロライナ州の人口の6.7%は5歳以下、24.4%が18歳以下と報告され12.0%が65歳以上である。女性は人口のおおよそ51%である。2011年時点で、1歳未満の人口の49.8%は少数民族である。

### 人種的構成及び祖先
2010年国勢調査に拠れば、ノースカロライナ州の人種による人口構成は次のようになっている。
- 68.5% 白人（ヒスパニック以外の白人は65.3%）
- 21.5% 黒人
- 8.4% ヒスパニック（人種を問わない）
- 2.2% アジア人
- 1.5% インディアン
- 0.1% 太平洋諸島系
- 4.3% その他の人種
- 2.2% 混血

2000年に州内で申告された祖先による構成比は：アフリカ系 (21.6%)、アメリカ人 (13.9%)、イギリス系 (9.5%)、ドイツ系 (9.5%)、アイルランド系 (7.4%)だった。

### 宗教
ノースカロライナ州は、他の南部州と同じく、最大のプロテスタント宗派がバプテストであり、圧倒的にプロテスタントである。ノースカロライナ州の住民の現在の宗教宗派別構成は次の通りである。
- キリスト教 – 88%
  - プロテスタント – 77%
    - バプテスト – 40%
    - メソジスト – 10%
    - 長老派教会 – 3%
    - 他のプロテスタントまたは一般的なプロテスタント – 24%

  - ローマ・カトリック – 10%
  - 他のキリスト教 – 1% （正教会など）
- 他の宗教 – 1% （ユダヤ教、イスラム教、ヒンドゥー教、仏教、など）
- 無宗教 – 11% （無神論、不可知論、など）

## インディアン部族

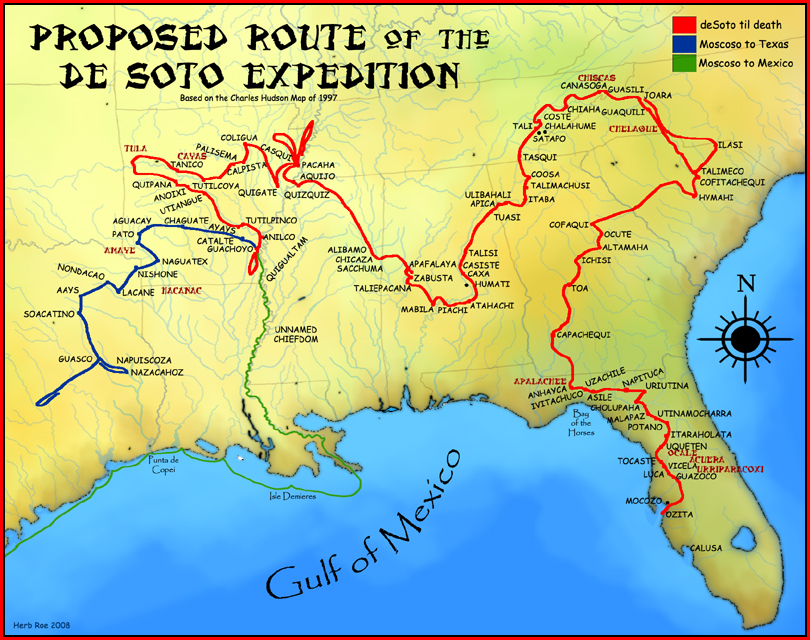
1539年から翌年にかけて、スペイン人エルナンド・デ・ソトは軍勢を率いてこの地に遠征し、多数のインディアン集落を襲った

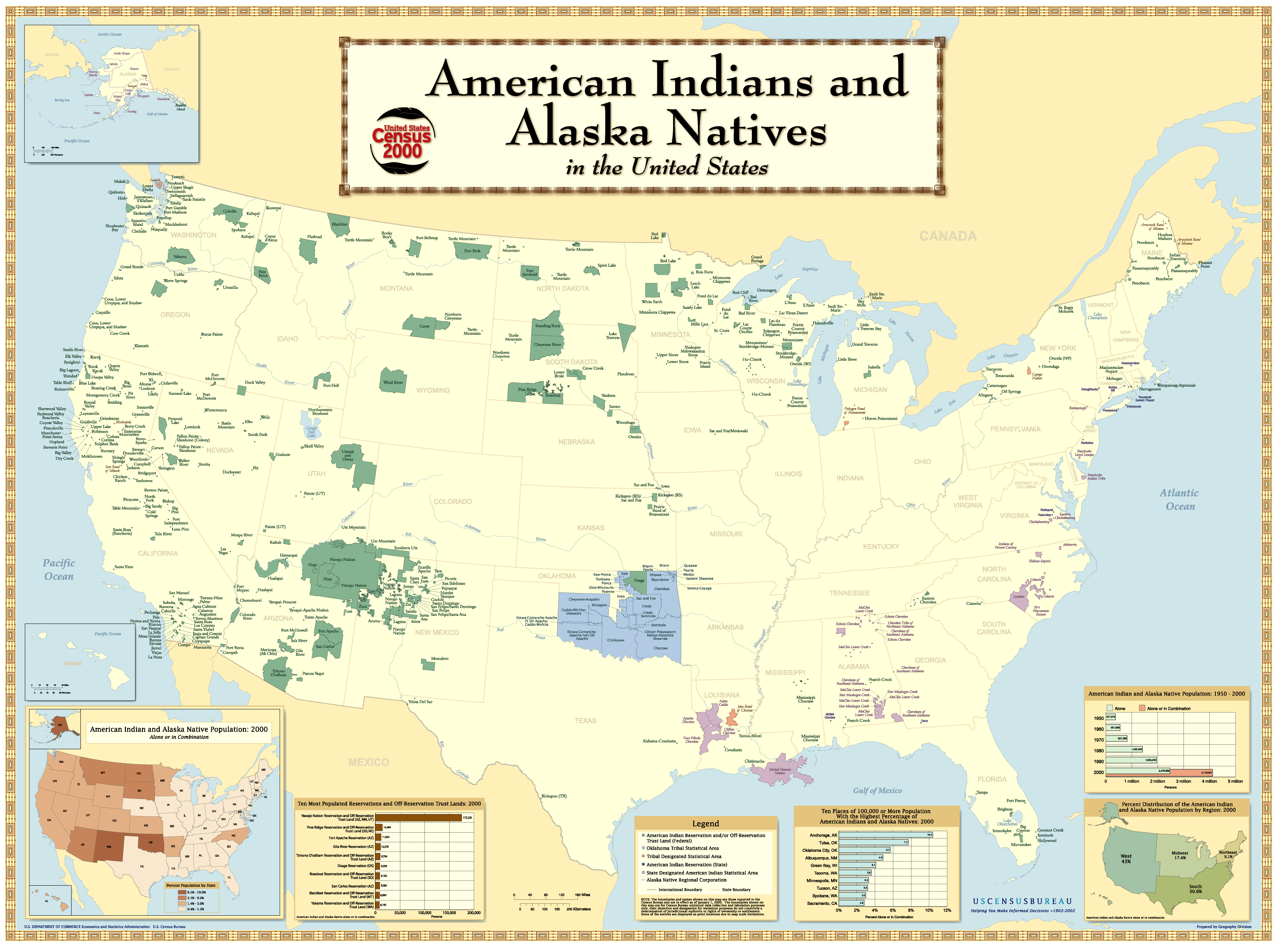
ノースカロライナ州の州と連邦のインディアン保留地（右中）

「チェロキー族東部バンド」の保留地は、スワン郡（赤い部分）と南隣のジャクソン群を挟んでいる

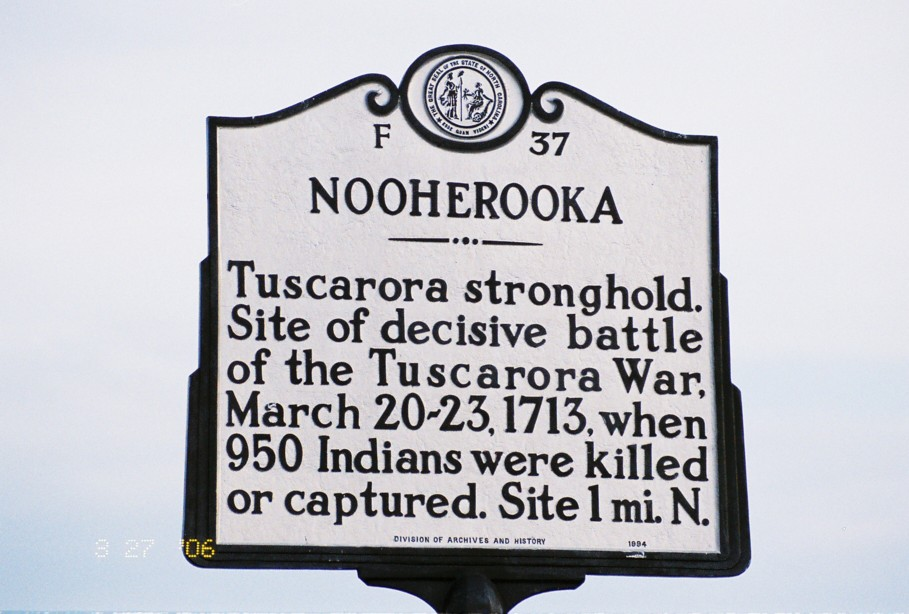
同州スノーヒルの「ヌーヘルーカ砦の記念碑」。「タスカローラ戦争」では、1000人近いタスカローラ族が白人に殺戮された。

ベア川のインディアン、ケープ・フィアー族、カトーバ、チェロー、チェロキー族、チョワノーク、ロアノーク、コリー、エノ族、ハッテラス族、ケヤウィー族、マシャプンガ、メヘリン、モラトク族、ナッチェス族、ニューシオク族、オッカネーチ族、パムリコ、ワックスホー、サポニ、シャコリ族、シッシパハウ族、サギリー族、タスカローラ、ツテロ族、ワッカモー、ワテリー族、ウェアペメオク族、ウォッコン族、ヤドキン族などの農耕民族がこの州に先住した。タスカローラ族の大部分は「タスカローラ戦争」で虐殺され、18世紀ごろに白人を嫌って北上し、イロコイ連邦に合流した。
多数のインディアン部族が先住しているにもかかわらず、アメリカ連邦政府が公式認定し、保留地（Reservation）を領有している部族はひとつだけである。ほとんどの部族は19世紀末からの「絶滅部族」指定によって公式認定を取り消されて保留地を没収され、インディアン部族として存在しないことになっている。現在、総計4つの部族が州政府から公認を受けている。
2009年10月22日、ノースカロライナ州のインディアン部族「ラムビー族」に対し、アメリカ連邦政府の上院インディアン事務委員会は連邦公認のための手続きに入った。公認申請書は既に下院を通過し、オバマ大統領もラムビー族に対する援助を誓約した模様である。ラムビー族は100年以上にわたり、連邦公認を要求し続けてきており、ついに悲願が叶うこととなった。一方で、今回の手続きには「インディアン・カジノ」の開設権は認められておらず、他州の既に連邦公認されたインディアン部族の間で、その影響が懸念されている。
同州キンストンに本拠を置く、プロ野球のマイナーリーグ・チーム、「キンストン・インディアンス」は、同州のインディアンに関連性の無いステレオタイプな平原インディアンの姿をし、赤い肌をし、歯を剥きだして笑う「トム・E・ホーク」という名の「インディアン・マスコット」をチーム意匠に用いており、全米のインディアン団体から「インディアンをおもちゃ扱いした人種差別である」との抗議を浴び続けている。現在、試合の応援に繰り出すマスコットキャラクターは廃止（犬のキャラクターに変更）されたが、チームマークとしての使用は強い抗議運動の中、なおも続けられている。
| ≪アメリカ連邦政府が公式認定している部族≫ - 「チェロキー族東部バンド」 - 「ラムビー族」（公認予定） ≪ノースカロライナ州政府が公式認定した部族・団体≫ - 「メヘリン族」 - 「サポニ族」 - 「ハリワ・サポニ族」 - 「オッカネーチ・バンド」 - 「ワッカマウ・スー族」 ※「スー族」とは関係ない - 「ラムビー族」 - 「コハリエ部族相互会議」（団体） - 「カンバーランド郡インディアン協会」（団体） | ≪アメリカ連邦政府も州政府も公式認定していない部族・団体≫ - 「パーソン族」 - 「ハッタデア族」 - 「カウェアー族」 - 「コリー族（フェアクロス族）」 - 「タスカローラ族」 - 「ハッテラス・タスカローラ族」 - 「チェロキー族」 - 「南東チェロキー連邦」 - 「南東チェロキー連邦・銀の雲の氏族」 - 「自由チェロキー族」 - 「ホケ・チェロキー族」 - 「ローベソン&アジョイニング・バンド」 - 「チェロキー・ポウハタン・インディアン協会」 - 「リッジ・バンド」 - 「ツァラギ初期移民バンド」 - 「クリーク・チェロキー族・松の木の氏族」 - 「チコラ・スー族」 ※スー族とは関係ない - 「エノ・オッカネーチ族」 - 「ナッチェス・クッソー族・フォーホール・インディアン機関」 - 「ガイルフォード・アメリカ先住民協会」 - 「ハッタデア族」 - 「ハッテラス・タスカローラ族」 - 「ロアノーク・ハッテラス族」 - 「メトロリナ・アメリカ先住民協会」 - 「ネ・ハ＝ツニ族」 - 「サンテー族」 ※「サンテ・スー族」とは関係ない - 「サマーヴィル・インディアン集団」 |

### インディアンと「ラムビー法」
19世紀後半に黒人奴隷を解放したノースカロライナ州では、同州のインディアンたちを「解放奴隷黒人枠」に入れるかどうかが懸案となった。扱いの違いで「黒人用」と「色つき用」の二種ある学校への、彼らの子供の通学先が変わるなどするからである（全米で、インディアンの部族学校は20世紀後半まで存在しなかった）。
1885年に、ノースカロライナ州のハロルド・マクミラン民主党議員は同州のインディアンを「黒人とは別の人種」として、「自由身分の色つき（free people of color）」枠に含まれる「クロアタン・インディアン」である、とした。「クロアタン」はハッテラス族の「木の洞に住んでいる」という意味の別名である。この決定までは、同州のインディアンは「色つき（colored）」、「自由身分の色つき（free colored）」、「その他大勢（other free）」、「ムラート」、「マスティー（mustie）」などと呼ばれていた。こうして「クロアタン・インディアン」の子供たちは「黒人」用の学校ではなく、「色つき」用の学校に通うことになった。20世紀に入ると、彼らインディアン児童は親元から引き離され、私立の「インディアン寄宿学校」へひとまとめに送り込まれ、さらなる同化教育を強制されることとなった。
1934年に「インディアン再編成法」が制定されると、内務省BIA（インディアン管理局）はラムビー・インディアンからの連邦認定要求に基づき、血統証明手続きに入った。しかしラムビー族内で、先祖を「チェロー族」とするものと「チェロキー族」とする二派に分かれてしまい、結局公認は見送られてしまった。
1956年6月7日、ロブソン郡、ホーク郡、スコットランド郡、カンバーランド郡の「クロアタン・インディアン」は、アイゼンハワー大統領の署名した「ラムビー法」によって、ひとまとめに「ノースカロライナ州のラムビー族インディアン」としての公認を受け、「復活」した。連邦認定部族のような強い権限は保証されていない州公認だったが、それでも「ラムビー族」は「望みはただアメリカ・インディアンと認定されることだ」とその喜びを表明したのである。

### インディアンとクー・クラックス・クラン
白人至上主義人種差別団体の「クー・クラックス・クラン（KKK団）」は、1950年代から南部で「公民権運動」の恐怖弾圧行動を始めた。KKK団の大首領だったナマズのジェームズ･コールは、「ラムビー法」が制定され、「インディアン身分」となったノースカロライナ州のラムビー族を標的と決めた。コールは「ノースカロライナ州のインディアンは、黒人から分かれた混血雑種である」と主張、1957年から、十字架を燃やす常套の脅迫行為を繰り返し、ノースカロライナのインディアン共同体を脅し始めた。
1958年1月18日、武装した500人のラムビー族戦士団がロブソン郡で、彼らの襲撃計画を練っていた50人（計画では5000人集まる予定だった）のKKK団を一斉包囲し、銃撃して追い散らした。これは「ヘイズ池の戦い」と呼ばれている。　KKK団のコール首領は沼に飛び込んで逃げたが逮捕され、暴動を計画した罪で懲役二年の有罪となった。この裁決を受けたインディアンたちはKKK団の団員章を燃やしてその周りで勝利の踊りを舞い、インディアンの鬨の声を上げてこれを祝った。

### インディアン・カジノ
同州で「インディアン・カジノ」を営業するインディアン部族は、連邦公認を受けているチェロキー族東部バンドの2軒のみである。どちらのカジノもグレート・スモーキー山脈国立公園のスモーキー山麓にあり、うち1軒の「ハラーのチェロキーカジノ&ホテル」は、大手賭博業者の「ハラーズ・エンターテインメント」に運営委託されており、カジノ敷地は13940m2あり、周辺に民俗村の「オコナルフティー・インディアン村」、チェロキー族の美術品を収蔵した「クアラ美術・工芸品館」、「Unto These Hills山麓劇場」などを併設する24時間営業の一大娯楽施設である。2009年9月にはこれに併設して、世界的ゴルフ場設計家ロバート・トレント・ジョーンズ二世の設計による「シクウォイア国際ゴルフクラブ」を開業させた。
2009年7月13日、チェロキー族東部バンドは、テネシー州との州境の建設敷地で、新しい「ハラーのチェロキーカジノ&ホテル」の起工式を行った。2012年完成予定のこの施設は、3000席のイベントセンター、1486m2の温泉、最先端デジタルポーカー室、アジア式賭博場、レストラン、売店、ホテル、およびカジノ駐車場を備える、東部チェロキー族、ハラーズ、州、地元政財界が一致して行う一大事業である。
インディアン･カジノ開設は連邦との交渉事となるため、州認定のインディアン部族は部族カジノ開設がほぼ不可能となっている。また、連邦公認される見込みとなったラムビー族は、その条件にカジノが禁じられており、同じく部族カジノの開設はほぼ不可能とみられる。
≪ノースカロライナ州のインディアン・カジノ≫
- 「チェロキー部族カジノ」
- 「ハラーのチェロキーカジノ&ホテル」
  - 「シクウォイア国際ゴルフクラブ」2009年9月に開業。シクウォイアはチェロキー族の抵抗戦の英雄。

## 主要な都市及び町
- アッシュビル
- バーリントン
- ケーリー
- チャペルヒル
- シャーロット
- コンコード
- ダーラム
- フェイエットビル
- ガストニア

- グリーンズボロ
- グリーンビル
- ヒッコリー
- ハイポイント
- ジャクソンビル
- ローリー（州都）
- ロッキーマウント
- ウィルミントン
- ウィンストン・セーラム

特徴的な名前を持つ町や地域：
- Climax, North Carolina（ギルフォード郡内、グリーンズボロ近郊）
- Frog Level, North Carolina（ピット郡内）
- Frying Pan Landing, North Carolina（ティレル郡内）
- en:Fuquay-Varina, North Carolina（ウェイク郡内）
- en:Kill Devil Hills, North Carolina（デア郡内）
- Lizard Lick, North Carolina（ウェイク郡内、ローリー近郊）
- en:Rich Square, North Carolina（ノーサンプトン郡内）
- en:Rockfish, North Carolina（ホーク郡内）
- en:Soul City, North Carolina（ウォーレン郡内）
- Tickbite, North Carolina（ピット郡内）
- en:Welcome, North Carolina（デイビッドソン郡内）

### 合同統計地域

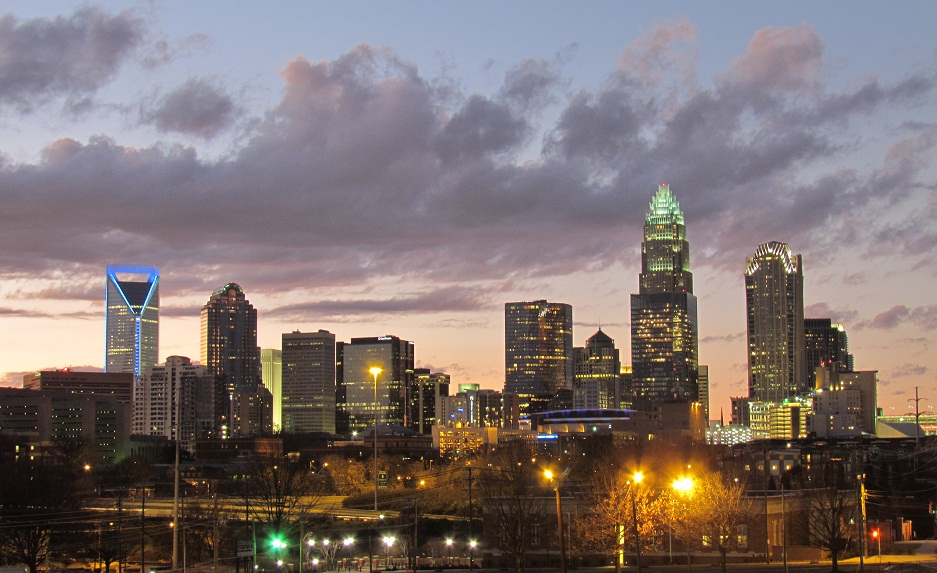
シャーロット市のスカイライン

州内には人口160万人を超える3つの合同統計地域がある（2020年国勢調査）。
- メトロライナ: シャーロット・コンコード合同統計地域、人口2,822,352人 - サウスカロライナ州にも跨る
- リサーチ・トライアングル: ローリー・ダーラム・ケーリー合同統計地域、人口2,106,463人
- ピードモント・トライアド: グリーンズボロ・ウィンストン・セーラム・ハイポイント合同統計地域、人口1,695,306人

## 政治と法律
関連項目：Politics and government of North Carolina

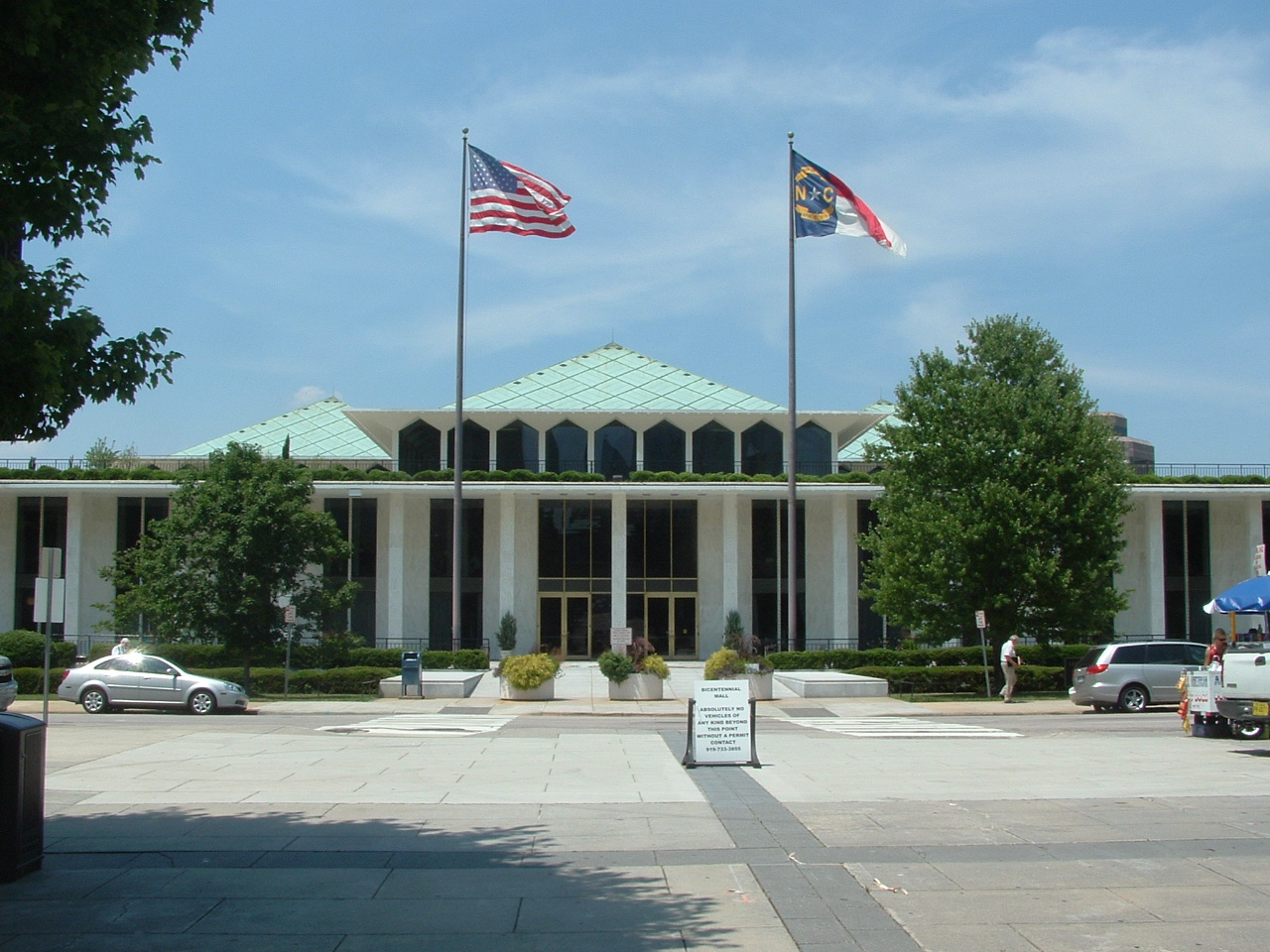
ノースカロライナ州立法府

ノースカロライナ州政府も、他州や中央政府と同じように行政府、立法府、司法府の3権が分立している。ノースカロライナ州知事が率いる州務委員会、下院と上院の両院制議会、ノースカロライナ州最高裁判所を頂点とする司法体系である。ノースカロライナ州憲法に州政府の構造と機能を規定している。アメリカ合衆国下院には13の議席、同上院には2つの議席がある。2010年の一般選挙以降、共和党が多数党になっている。
2012年アメリカ合衆国大統領選挙では共和党候補ミット・ロムニーを支持した。同時に共和党の州知事と副知事を選出しており、これは20年以上無かったことだった。議会両院の多数を制している共和党は、知事の拒否権にも対抗できる勢力となった。州選出のアメリカ合衆国上院議員は2人とも共和党である。同下院議員の数では、共和党10人、民主党3人となっている。

## 経済
関連項目：アメリカ合衆国の経済、アメリカ合衆国の経済史、Economy of North Carolina
アメリカ合衆国商務省経済分析局によると、ノースカロライナ州の2010年の総州生産高は4,249億米ドルだった。2003年の一人当たりの収入はアメリカ合衆国内で38番目になる、28,071米ドルだった。2011年の労働力は450万人ほどであり、410万人が雇用されている。2010年の雑誌フォーブスでは事業を行うのに良い州の第3位に選ばれ、雑誌「チーフ・エギュゼクティブ・オフィサー」では第2位に選ばれた。ノースカロライナ州の農業生産品は家禽及び鶏卵、タバコ、豚、牛乳、苗床、牛、並びに大豆が含まれる。しかし、ノースカロライナ州は外部の大きな影響を受けている。5つあるノースカロライナ州の製造業雇用の1つは海外との競争で減少している。
過去1世紀以上にわたって、ノースカロライナ州は農業、金融サービス、及び産業で国家的なリーダーになるよう成長してきた。この州の産業製品、主に織物、化学工業、電気機器、紙及び紙製品は1990年代前半にアメリカ合衆国内で8番目に位置していた。ノースカロライナ州の初期の収入元であるタバコは地元経済にとって活力を与え続けている。科学技術、研究調査、及び銀行業は特にアメリカ合衆国でニューヨークに継いで2番目に大きな金融センターとしての地位にあるシャーロットに加え、1950年代にはローリー並びにダーラムの三つの都市の間で繁栄した。また、ノースカロライナ州は多くのNASCARレーシングチーム及び関連産業がシャーロット近郊に本拠地を設けており、アメリカのモータースポーツの中心地となっている。2010年にはNASCAR殿堂が完成し、アメリカンモータースポーツの歴史を見学できる重要な観光施設となっている。
ノースカロライナ州はカリフォルニア州以外では最大の映画制作を行っている州の1つである。映画撮影所はシェルビー、ローリー、ダーラム、シャーロット、アシュビル、及びウィルミントンに位置している。ノースカロライナ州内で撮影された映画及びテレビジョン番組としては『ドーソンズ・クリーク（Dawson's Creek）』、『One Tree Hill』、『ケープ・フィアー』、『地獄のデビルトラック（Maximum Overdrive）』、『クロウ/飛翔伝説』、Cabin Fever 並びに『愛しのローズマリー（Shallow Hal）』などがある。

### 主な会社など
ノースカロライナ州に本拠地のある企業には以下のようなものがある。
- バンク・オブ・アメリカ
- R.J.レイノルズ・タバコ・カンパニー
- SAS Institute
- レッドハット
- フード・ライオン
- ブラックウォーターUSA

### 観光業
シャーロット地域では、アミューズメントパークのカロウィンズ、シャーロット・モーター・スピードウェイ、USナショナル・ホワイトウォーター・センター、ディスカバリー・プレースがあり、多くの観光客を呼んでいる。近くのコンコードにはコンコードミルズ・モールとグレート・ウルフ・ロッジがある。
コノーバーとヒッコリーの地域では、ヒッコリー・モータースピードウェイ、ロックバーン・ゴルフ・アンド・スパ、グレーター・ヒッコリー・クラシック・アト・ロックバーン会場、カトーバ郡消防士博物館、ソルト・ブロックなどが呼び物である。ヒッコリーにはバレーヒルズ・モールもある。

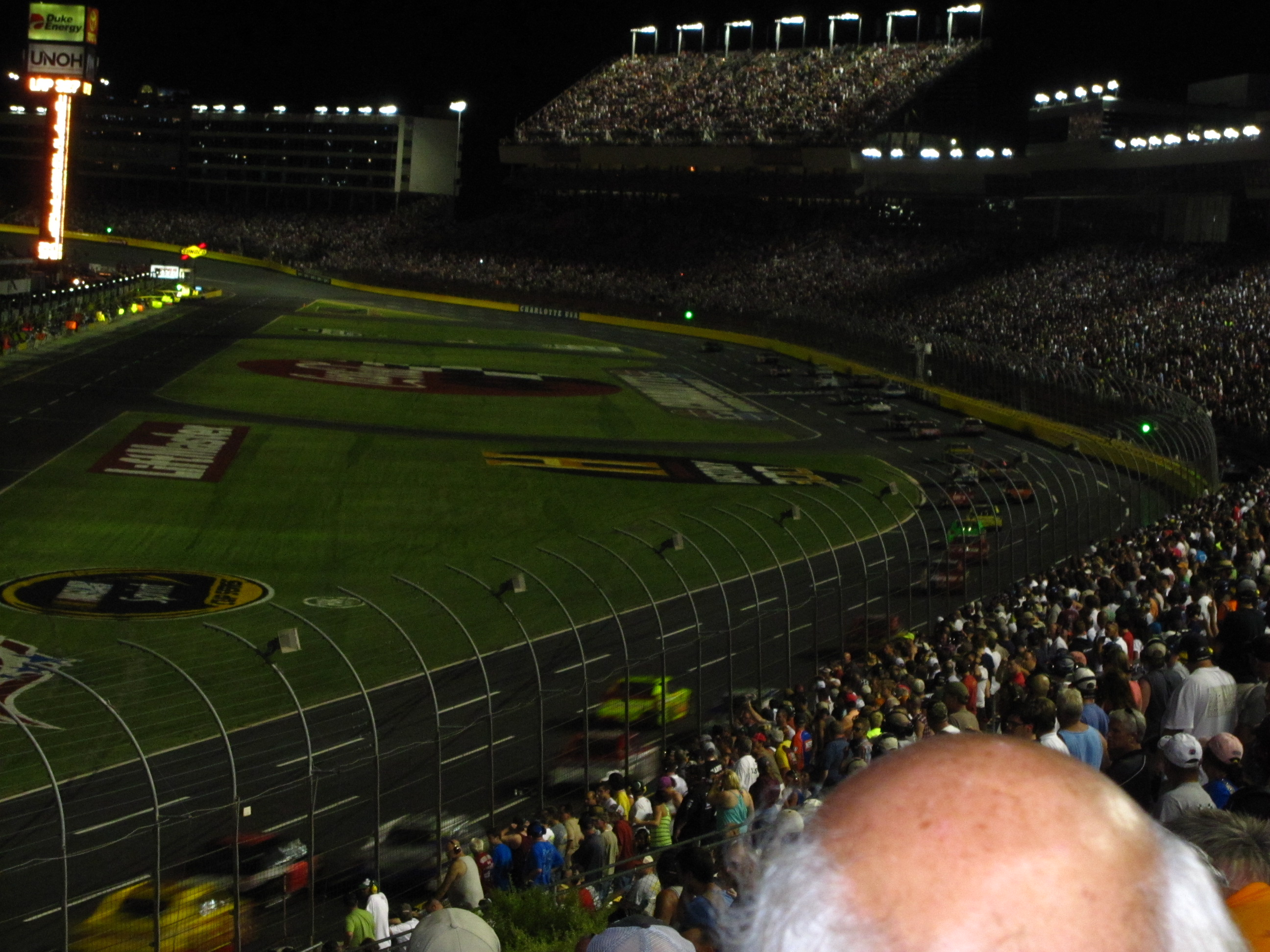
シャーロット・モータースピードウェイ

アパラチア山脈には毎年数百万人の観光客が訪れており、ビルトモア・エステートなど人気がある。ウィルクスボロの音楽祭マールフェストには4日間で8万人以上が集まる。グリーンズボロのウェットンワイルド・エメラルド・ポインにも多くの観客が集まる。アウターバンクスと周辺の海浜には毎年数百万人に観光客を集めている。春にはウィルミントンで、有名なノースカロライナあじさい祭りが開催される。

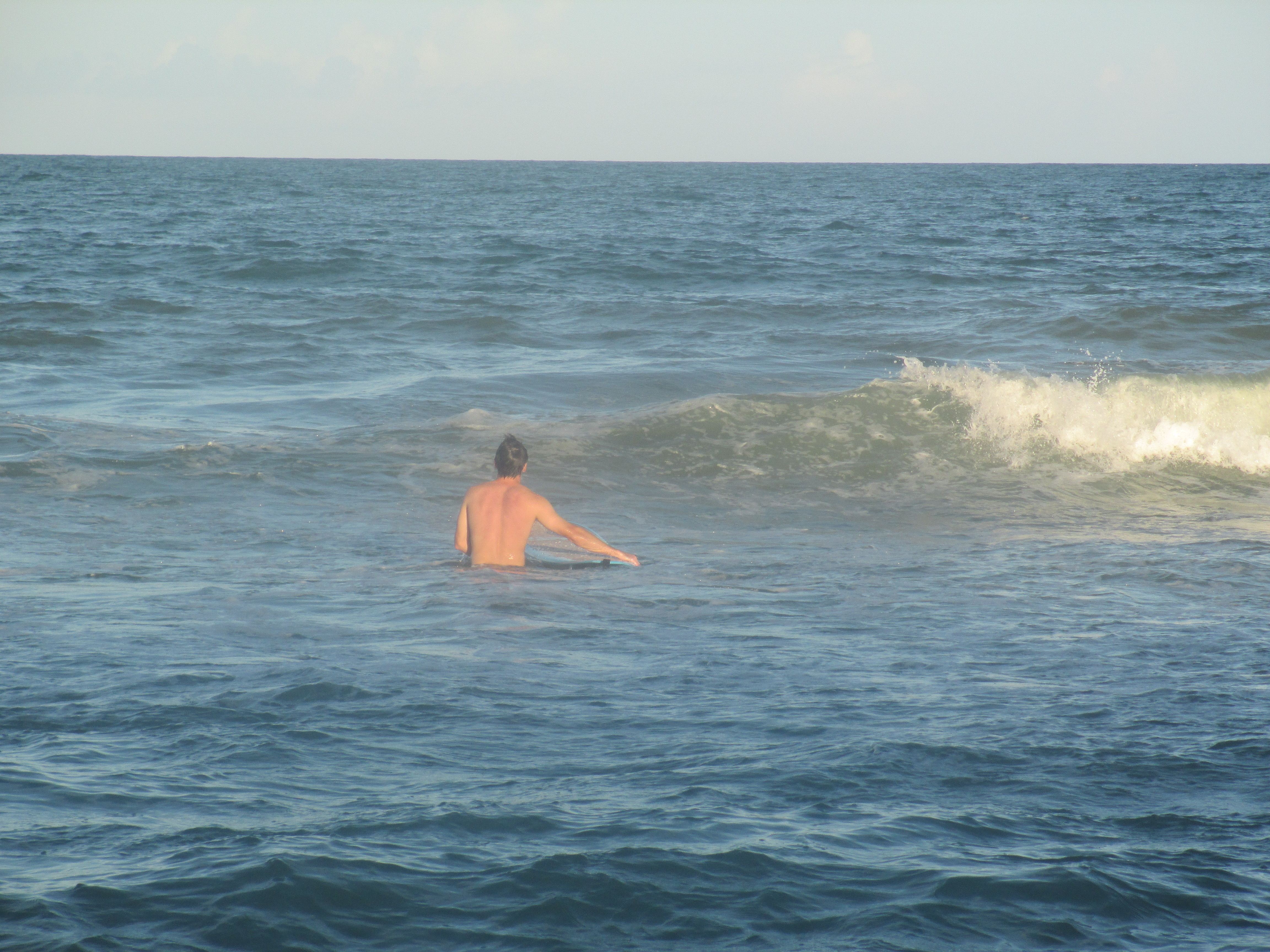
カロライナビーチ、2012年撮影

州内では、海浜での水泳から山岳でのスキーまで大変幅広いレクリエーションを楽しむことができる。

## 交通

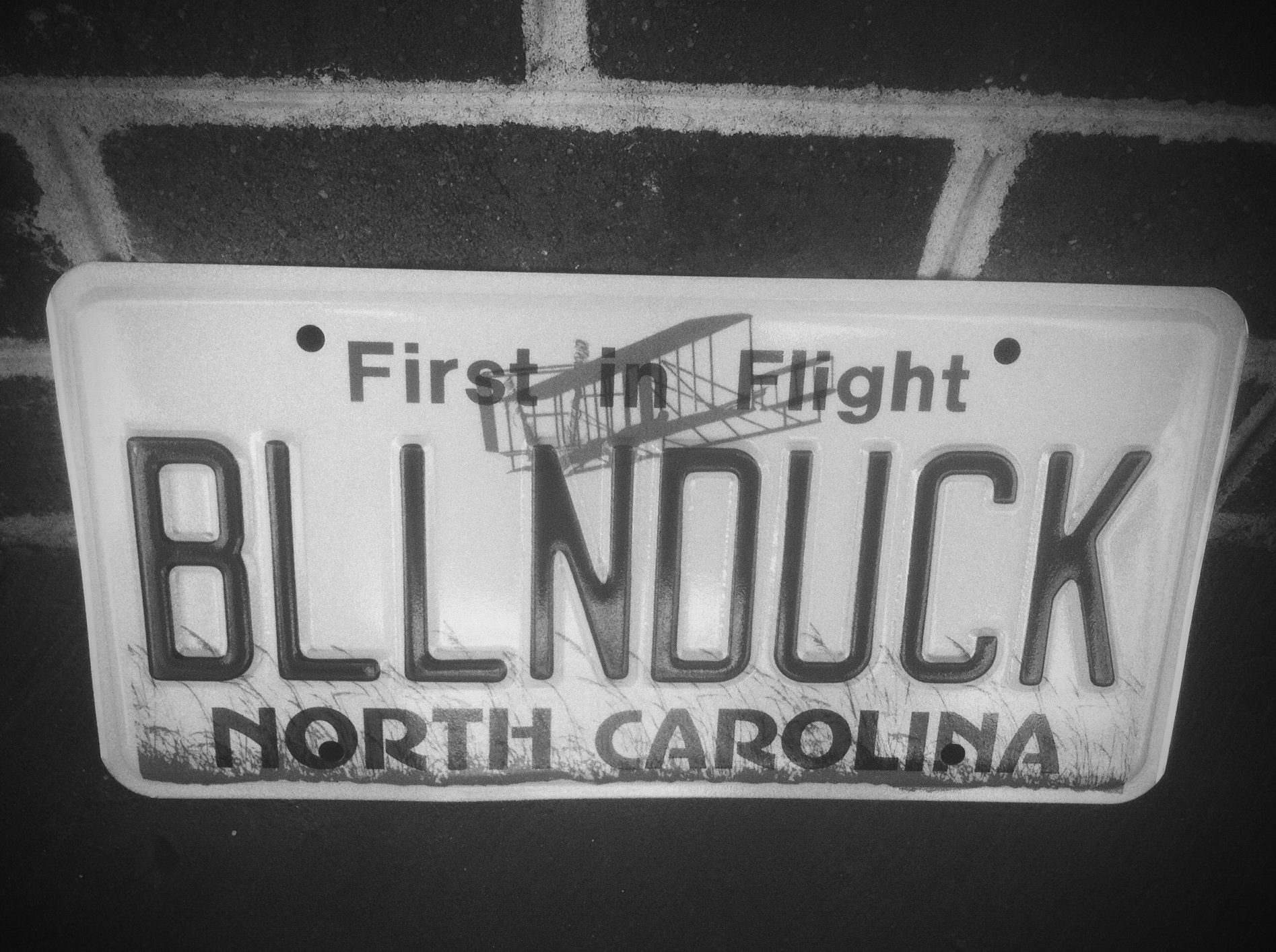
ノースカロライナ州の自動車ナンバープレート

ノースカロライナ州にはアメリカ合衆国内でも第2位の高規格道路体系があり、また東部海岸にはアメリカ合衆国内最大のフェリー体系（沿岸内水路）がある。
2011年、アメリカ公共管理協会の会議に提出された「アメリカの州ゴミ処理スコアカード」では、高規格道路など公共の場でのゴミ処理についてノースカロライナ州を「最良」に評価した。市民による積極的な活動も評価された。南部州の中で「最良」を受けたのはノースカロライナ州のみである。
主要な道路は、州間高速道路の州間高速道路40号線、85号線、77号線、95号線、普通道路の国道1号線、国道21号線、国道64号線などが通る。
鉄道は縦横に走っており、旅客列車にはアムトラックのシルバー・メティオ、キャロリニアン、ピードモントなどがある。
主な空港は、次の通り。
- ローリー・ダーラム国際空港（RDU）
- シャーロット・ダグラス国際空港（CLT）
- ピードモント・トライアド国際空港（GSO）

## 教育

### 初等中等教育
州内の公立初等中等学校はノースカロライナ州公共教育省が管轄している。ノースカロライナ州公共教育長が州教育委員会の長だが、教育長よりも委員会が公共教育政策を立案する法的権限の大半を持っている。2009年には委員会議長が州教育体系の主席執行役員となった。州内には115の教育学区があり、それぞれが地方教育委員会によって監督されている。各郡には1つ以上の教育学区がある。その中でも大きなものはシャーロット・メクレンバーグ、ウェイク郡、ギルフォード郡、ウィンストン・セイラム・フォーサイス郡、カンバーランド郡の各教育学区である。学校数は2,425校あり、この中には99のチャータースクールも含まれている。

### 単科及び総合大学
関連項目：List of colleges and universities in North Carolina 及び North Carolina Community College System
ノースカロライナ州にはたいへんよく知られた大学として、デューク大学、ウェイクフォレスト大学、アパラチアン州立大学、ノースカロライナ州立大学、西カロライナ大学、及びノースカロライナ大学チャペルヒル校がある。他にも昔の黒人大学やカレッジを含む私立41校並びに公立75校の単科及び総合大学がある。
1795年、国内でも初の公立大学であるノースカロライナ大学（現在はノースカロライナ大学チャペルヒル校）が開学した。現在は州内最大の大学であり、学生数は34,000人である。それから200年以上経って、17の公立大学からなるノースカロライナ大学システムができている。このシステムはノースカロライナA&T州立大学など良く知られた黒人大学も支援している。ノースカロライナ州コミュニティカレッジ・システムには58の公立コミュニティカレッジが入っている。

## 芸術・文化
州内には芸術、音楽、料理に豊かな伝統がある。非営利の芸術文化活動で12億米ドルの経済効果があり、43,600人の雇用を生み出し、地方政府と州政府には1億1,900万米ドルの収入がある。国内でも初の州議会が設立し資金手当した美術館としてノースカロライナ美術館を設立運営してきており、州経済に大きな効果をもたらし続けている。

### 音楽
ノースカロライナ州から多くの注目すべきジャズ・ミュージシャンを輩出してきている。ジョン・コルトレーン、セロニアス・モンク、ビリー・テイラー、ウディ・ショウ、ルー・ドナルドソン、マックス・ローチ、タル・ファーロウ、アルバート・ヒース、ジミー・ヒースとパーシー・ヒースの3兄弟、ニーナ・シモン、ビリー・ストレイホーンなどが著名である。

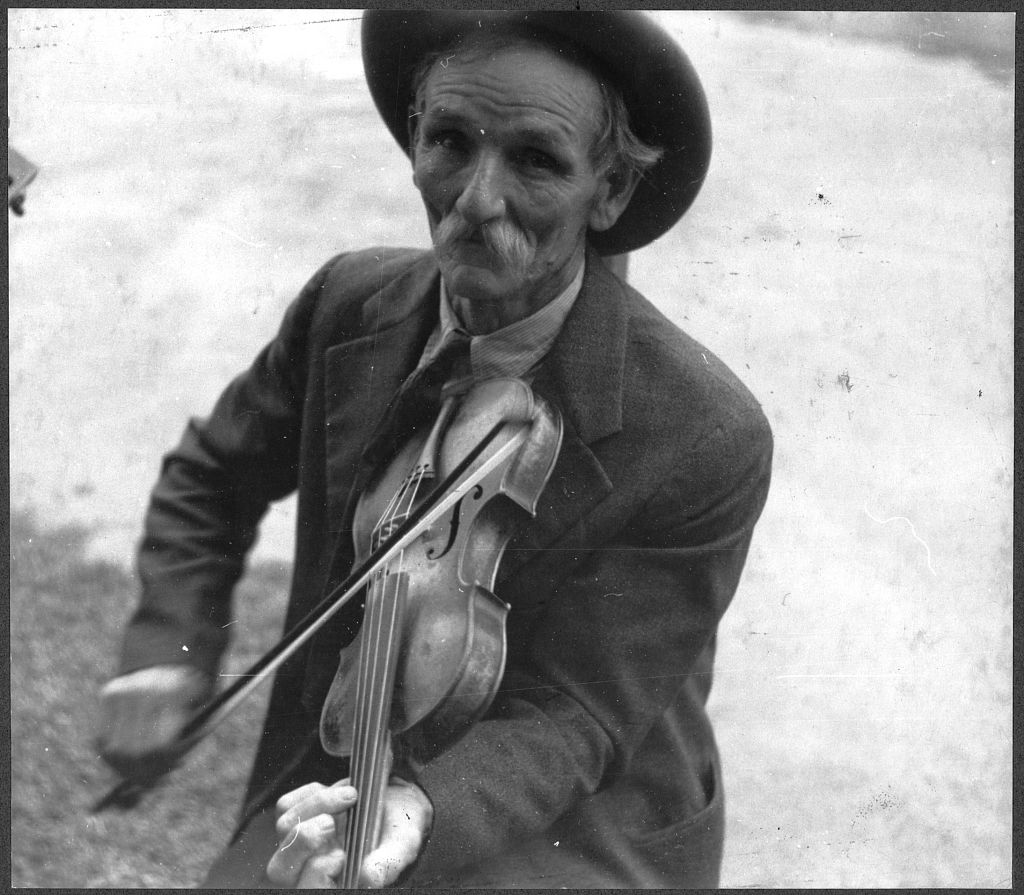
フィドリン・ビル・ヘンスリー、山のバイオリン弾き、アシュビル、1937年

オールドタイム・ミュージックの伝統でも有名であり、フォークソング収集家のバスコム・ラマー・ランスフォードが20世紀初期に多くの録音を行った。1920年代後半にはノースカロライナ・ランブラーズがカントリー・ミュージックのサウンドを確立し、ブルーグラスのドク・ワトソンも州内の出身だった。ノースカロライナ州もサウスカロライナ州も、ピードモント・ブルースと呼ばれるスタイルのブルースの温床になっている。ベン・フォールズ・ファイヴはウィンストン・セイラムの出身であり、ベン・フォールズは現在もチャペルヒルに住み、録音を行っている。
リサーチ・トライアングル地域は昔からフォーク、ロック、ヘヴィメタル、ジャズ、パンク・ロックの中心だった。ジェームス・テイラーはチャペルヒル周辺で育ち、1968年に出した歌『我が心のカロライナ』は非公式の州歌とされてきた。他にも著名なミュージシャンとして、J・コール、チャーリー・シーザー、ロバータ・フラック、クライド・マクファッター、ネンナ・フリーロン、ジミー・ヘリング、マイケル・ハウザー、ランディ・トラビス、ライアン・アダムス、ロニー・ミルサップ、アベット・ブラザーズがいる。
ヘヴィメタルやパンク・ロックではコロージョン・オブ・コンフォーミティ、ビトウィーン・ザ・バリード・アンド・ミー、ナイトメア・ソナタがいる。

### 料理と嗜好品

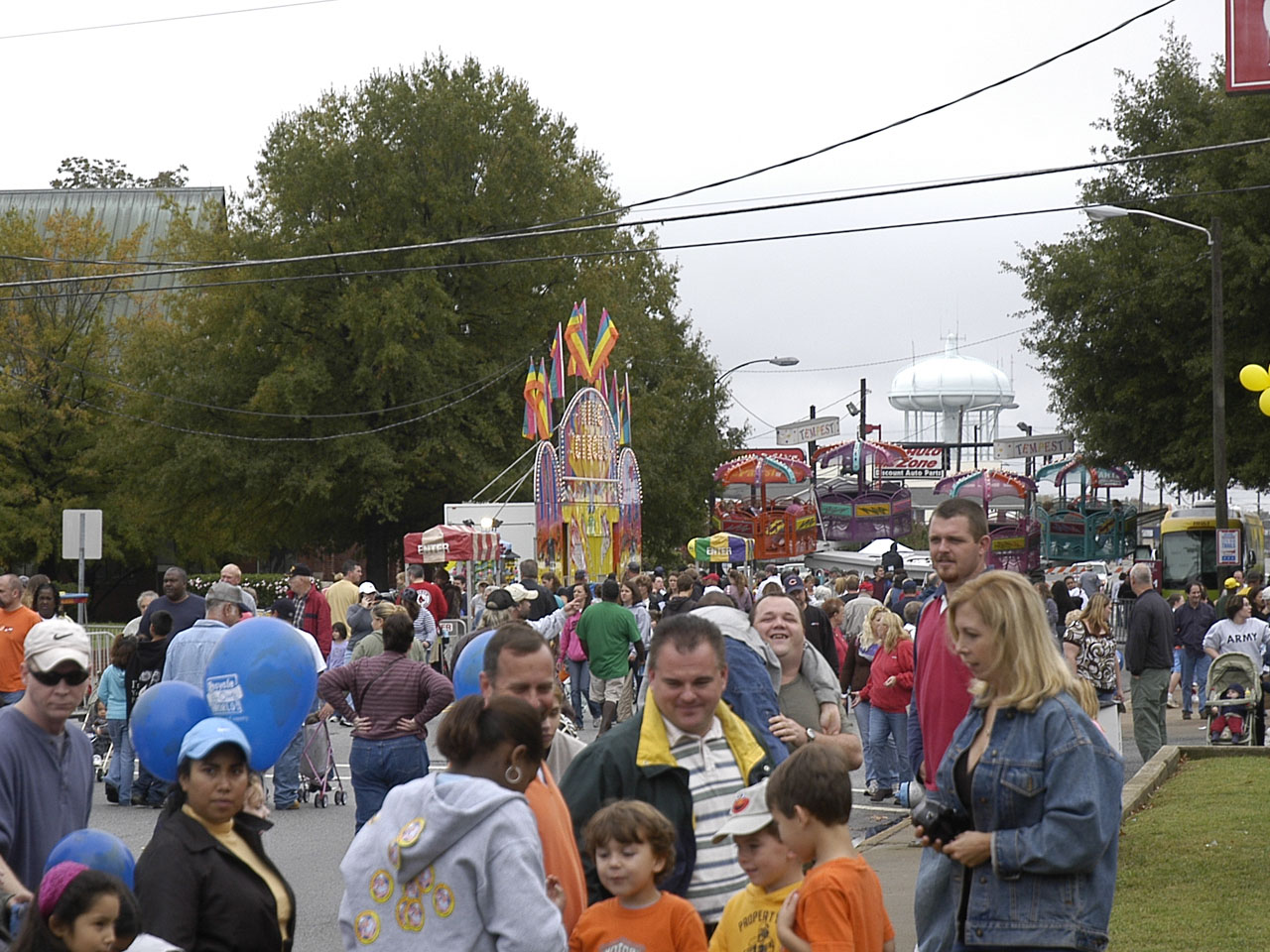
2008年レキシントン・バーベキュー祭

州の代表的な料理は豚肉のバーベキューである。バーベキューのソースや準備方法には地域によって違いがあり、また競争意識もある。州西部でよく使われるのはプレミアム・グレード・ボストン・バットであり、ビタミンB1、B2、ニアシン(B3)、B6、セレンを多く含んでいる。ソースはトマトベースであり、豚の肩肉のみが使われる。ピードモント・トライアドの町レキシントンに因んでレキシントン・バーベキューとも呼ばれ、毎年10月にレキシントンで開催されるレキシントン・バーベキュー祭には10万人以上の観客が集まる。州東部の場合は酢とレッドペパーのソースを使い、豚は丸焼きである。
国際的なドーナッツのチェーン店クリスピー・クリーム・ドーナツはノースカロライナ州の発祥である。本社はウィンストン・セイラムにある。ペプシ・コーラは1898年にニューバーンで生産開始された。地域のソフトドリンクであるチアワインはソールズベリーで創造され、今もこの町を基盤にしている。ホットソースのテキサス・ピートもノースカロライナ州で始められた。本社はこれもウィンストン・セイラムにある。ハーディのファストフード・チェーン店はロッキーマウントで始められた。もう1つのファストフード・チェーン店ボジャングルズはシャーロットで始まり、本社もある。レストラン・チェーンのゴールデン・コーラルは1973年にファイエットビルで創業され、本社はローリーにある。マウントオリーブ・ピックル会社は1926年にマウントオリーブで設立された。ハンバーガー、ホットドッグ、ミルクセーキのクックアウトは1989年にグリーンズボロで設立され、州外への拡大を始めている。
過去10年間で国際的な賞を貰うワインやチーズ、地ビールの生産地にもなってきた。これには州法で飲料のアルコール濃度を6%から15%にあげることを認めたのが寄与し、タバコ生産地がブドウ園などに転換されている。ヤドキン・バレーがブドウ生産地となり、アシュビル市は国内のどの町よりも一人当たりの醸造所の数が多い。
タバコは南北戦争後の最初の主要産品だった。多くの農家がタバコを生産し、紙巻きタバコの発明で特に人気が出た。ウィンストン・セイラムは、1874年にR・J・レイノルズが設立したR.J.レイノルズ・タバコ・カンパニーの発祥の地である。1914年にはキャメルを4億2,500万箱販売した。現在でもタバコのメーカーとしてアルトリアに次いで国内第2位である。

### スポーツチーム
主要記事：Sports in North Carolina
| チーム                             | スポーツ         | リーグ                            |
| ---------------------------------- | ---------------- | --------------------------------- |
| カロライナ・ハリケーンズ           | アイスホッケー   | NHL                               |
| カロライナ・パンサーズ             | フットボール     | NFL                               |
| シャーロット・ホーネッツ           | バスケットボール | NBA                               |
| Charlotte Sting                    | バスケットボール | WNBA                              |
| Fayetteville Patriots              | バスケットボール | NBA Development League            |
| シャーロット・ナイツ               | 野球             | マイナーリーグ：トリプルAイースト |
| ダーラム・ブルズ                   | 野球             | マイナーリーグ：トリプルAイースト |
| アッシュビル・ツーリスツ           | 野球             | マイナーリーグ：ハイAイースト     |
| グリーンズボロ・グラスホッパーズ   | 野球             | マイナーリーグ：ハイAイースト     |
| ヒッコリー・クロウダッズ           | 野球             | マイナーリーグ：ハイAイースト     |
| Winston-Salem Dash                 | 野球             | マイナーリーグ：ハイAイースト     |
| カロライナ・マドキャッツ           | 野球             | マイナーリーグ：ロウAイースト     |
| Down East Wood Ducks               | 野球             | マイナーリーグ：ロウAイースト     |
| ファイエットビル・ウッドペッカーズ | 野球             | マイナーリーグ：ロウAイースト     |
| Kannapolis Cannon Ballers          | 野球             | マイナーリーグ：ロウAイースト     |
| Carolina Dynamo                    | サッカー         | USL Premier Development League    |
| Carolina Dynamo Women              | サッカー         | USL Wリーグ                       |
| Charlotte Lady Eagles              | サッカー         | USL Wリーグ                       |
| Wilmington Hammerheads             | サッカー         | USL Second Division               |
| Raleigh CASL Elite                 | サッカー         | USL Premier Development League    |
| チーム・ペンスキー                 | モータースポーツ | インディカー / NASCAR             |
| チップ・ガナッシ・レーシング       | モータースポーツ | インディカー / NASCAR             |
| ジョー・ギブス・レーシング         | モータースポーツ | NASCAR                            |
| リチャード・チルドレス・レーシング | モータースポーツ | NASCAR                            |
| ラウシュ・フェンウェイ・レーシング | モータースポーツ | NASCAR                            |
| ヘンドリック・モータースポーツ     | モータースポーツ | NASCAR                            |
| スチュワート＝ハース・レーシング   | モータースポーツ | NASCAR                            |
| ハースF1チーム                     | モータースポーツ | フォーミュラ1                     |

### 催事
- イチバンコン
- ノースカロライナあじさい祭り

## 同州出身の著名人
- ベン・E・キング - ソウル音楽家
- メイシオ・パーカー - ファンク音楽家
- メルヴィン・パーカー - ファンク音楽家
- ルビー・ジョンソン - ソウル音楽家
- チャック・ブラウン - ゴーゴー音楽家
- クライド・マクファター - ソウル音楽家
- ブラインド・ボーイ・フラー - ブルース音楽家
- ジョン・コルトレーン - ジャズ音楽家
- セロニアス・モンク - ジャズ音楽家
- マックス・ローチ - ジャズ音楽家
- ルー・ドナルドソン - ジャズ音楽家
- ウッディ・ショウ - ジャズ音楽家
- タル・ファーロウ - ジャズ音楽家
- ニーナ・シモン - ジャズ音楽家
- パーシー・ヒース - ジャズ音楽家
- ドン・ギブソン - カントリー音楽家
- ロニー・ミルサップ - カントリー音楽家
- ドク・ワトソン - ブルーグラス音楽家
- ロバータ・フラック - ポップ音楽家
- ダ・ベイビー - ラップ音楽家
- オー・ヘンリー - 小説家
- エドワード・R・マロー - ジャーナリスト
- キャプテン☆ボンバー（設定上） - コメディアン
- ルーク・アップリング - 野球選手 (アメリカ野球殿堂表彰者)
- ホイト・ウィルヘルム - 野球選手 (アメリカ野球殿堂表彰者)
- ダニエル・ジョーンズ - アメリカンフットボール選手
- イーノス・スローター - 野球選手 (アメリカ野球殿堂表彰者)
- キャットフィッシュ・ハンター - 野球選手 (アメリカ野球殿堂表彰者)
- リック・フェレル - 野球選手 (アメリカ野球殿堂表彰者)
- ゲイロード・ペリー - 野球選手 (アメリカ野球殿堂表彰者)
- ジム・ペリー - 野球選手。ゲイロード・ペリーの兄
- ターメル・スレッジ - 野球選手（元北海道日本ハムファイターズなど）
- ロバート・ダンカン・マクニール - 俳優・プロデューサー
- ビンス・マクマホン - 元WWEオーナー（元代表取締役会長兼CEO）
- リンダ・マクマホン - WWE元CEO、第25代中小企業庁長官
- リチャード・ペティ - レーシングドライバー（NASCAR）
- デイル・アーンハート - レーシングドライバー（NASCAR）
- デイル・アーンハート・ジュニア - レーシングドライバー（NASCAR）
- MrBeast - 世界一位のYouTuber
- ビリー・グラハム - 福音派牧師

### 州の象徴など
- 州の鳥 - カーディナル
- 州の木 - 松
- 州の花 - ハナミズキ
- 州のモットー -「外観よりは実質を　Esse quam videri」

### 日本の姉妹都市
- (富山県富山市) - (ダーラム市)、1989年